# Ascq
Cet article possède un paronyme, voir ASK.
Ascq est une ancienne commune du Mélantois  sur la Marque, dans le Nord de la France, à sept kilomètres de la frontière belge. Village agricole jusqu'à la Révolution industrielle, c'est aujourd'hui un quartier de la ville nouvelle de Villeneuve-d'Ascq, créée lors de la fusion avec les communes d'Annappes et de Flers en 1970.
Ascq est tristement connu pour le massacre d'Ascq du 1er avril 1944, où la population fut violentée et quatre-vingt-six civils innocents furent fusillés. Le village a été décoré de la Croix de guerre 1939-1945 et de la Légion d'honneur.
Ascq possède une église, une gare et un musée commémoratif. On y trouve également une brasserie et une usine de chocolat.

## Étymologie du nom «Ascq»
Le nom d'Ascq est attesté pour la première fois en 867 dans le testament d'Évrard de Frioul.
Une charte de Gérard, évêque de Tournai, mentionne le nom sous la forme Asch en 1164, tout comme une charte de l'abbaye de Cysoing du 1er avril 1194 et un texte de vente de Gauthier d'Asnapes en 1264.
Le cartulaire de Loos, en 1200, écrit le nom du village Aqua (« eau », en latin),. Ascq apparait avec la graphie Acq sur des cartes anciennes du comté de Flandres (la Carte du Gouvernement de Lille, en particulier).
En 1460, le village est mentionné sous la forme Ascq .
Selon le dictionnaire étymologique des noms de lieux en France d'Albert Dauzat et Charles Rostaing, « Ascq » viendrait du flamand ask signifiant « frêne ».

## Héraldique
| Armes d'Ascq | Les armes d'Ascq se blasonnent ainsi : « D'or à la fasce d'azur, au sautoir de gueules brochant sur le tout ». |

Ces armes sont en fait celles des seigneurs de Roques.

## Géographie

### Délimitations du quartier

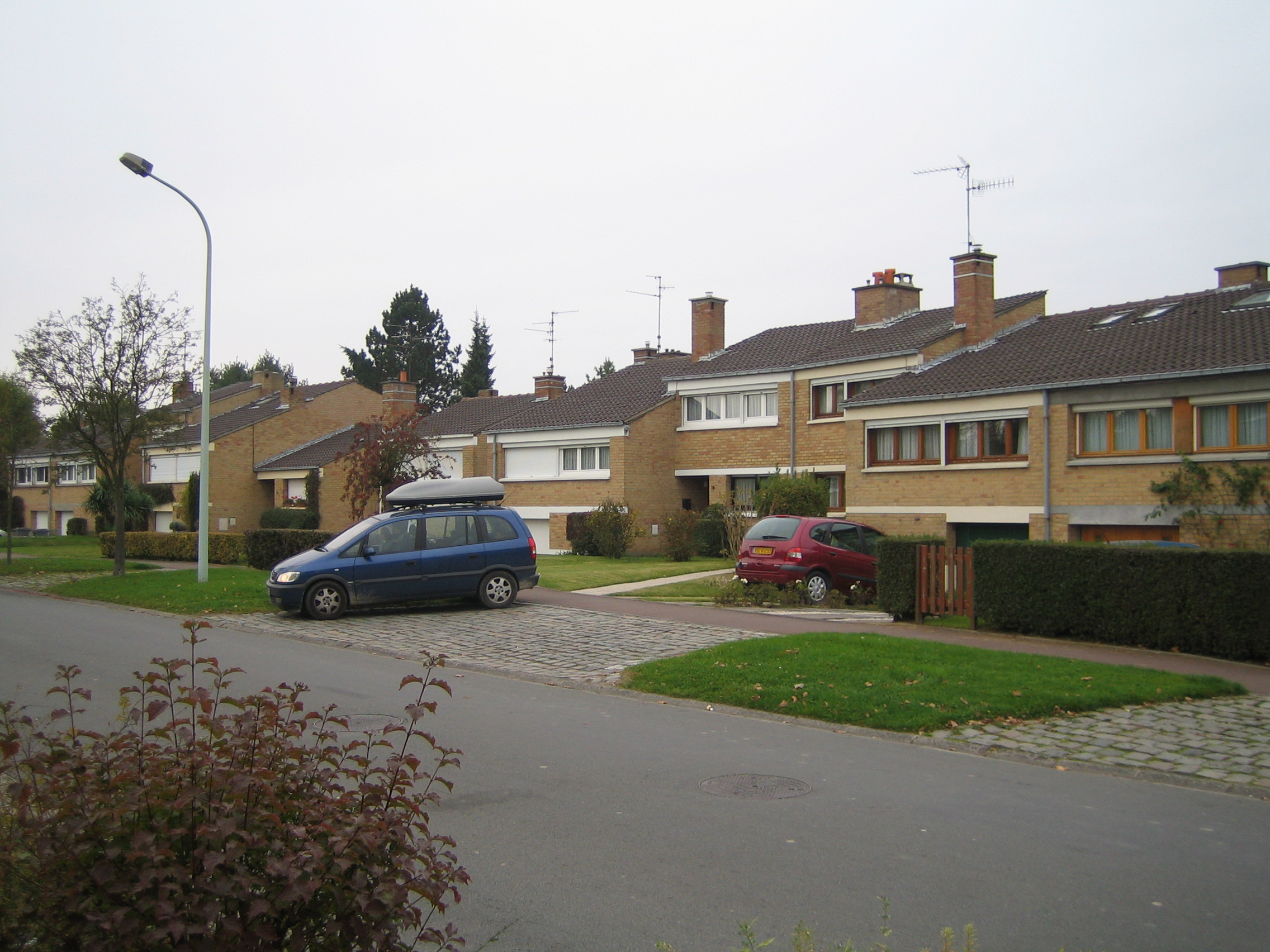
Rue du moulin d'Ascq, au Moulin d'Ascq.

Le quartier est délimité par le boulevard du Comte de Montalembert, l'avenue du Quennelet, la rue Masséna au nord ; la rue de la Justice, la rue des Enfants de Sarajevo, la rue Marcel Bouderiez, la rue des Fusillés, la rue de la Tradition, la rue de la Table Ronde, la rue de Ticleni à l'ouest ; la rue du Président Paul Doumer et la rue des Fusillés au sud ; les champs à l'est.
Les axes principaux d'Ascq sont la rue des Fusillés et la rue Gaston Baratte (anciennement rue Marceau).
On distingue parfois plusieurs sous-ensembles du bourg d'Ascq proprement dit. Moulin d'Ascq correspond à la zone délimitée par la rue des Fusillés, la rue Marcel-Bouderiez, la rue Gaston-Baratte et les petites rues s'articulant autour de la rue du Moulin-d'Ascq. Le Quennelet la zone entre la gare et Brigode. Croix de Wallers (ou Croix de Villiers) correspond à l'extrémité Sud-Est du quartier, autour de la rue des Fusillés et de la rue Colbert. Le Grand Ruage correspond à la zone de la rue Colbert un peu plus à l'est, près de la rue éponyme.
Autrefois, on distinguait également le quartier du Pron au sud, qui devait son nom au péron en maçonnerie qui y était situé au XVIe siècle. Ce quartier d'Ascq était situé autour la rue des Fusillés, entre Annappes et Tressin, près de l'actuel Haute-Borne. Enfin, le lieu-dit Au Bouquet était un simple bourg à la sortie d'Ascq dans la première moitié du XIXe siècle. Ce quartier d'Ascq était situé autour la rue des Fusillés, là où est situé l'usine Bouquet d'Or.

### Délimitations de l'ancienne commune
Le territoire d'Ascq d'autrefois était plus grand. Au XVe siècle, il englobait Anstaing et il comprenait même la commune de Forest-sur-Marque jusque 1640. Il était sur les pentes crayeuses du Mélantois et possédait des terres très fertiles, qui eurent un très bon rendement jusqu'au XXe siècle.
En 1952, la superficie totale de la commune était de 637,628 hectares, dont 520,746 hectares en terres labourables et 116,882 en bois et vergers.
Jusque 1970, le territoire de l'ancienne commune d'Ascq regroupait grosso modo le quartier d'Ascq actuel et le quartier de la Haute-Borne.

### Relief et géologie
La nature du sol est argileux-alcaire dans la moitié sud du village, qui se compose d'une plaine de la rue des Fusillés jusque Lesquin. Par contre le sol est plus marécageux dans la partie Nord qui longe la Marque.

## Histoire

### Antiquité

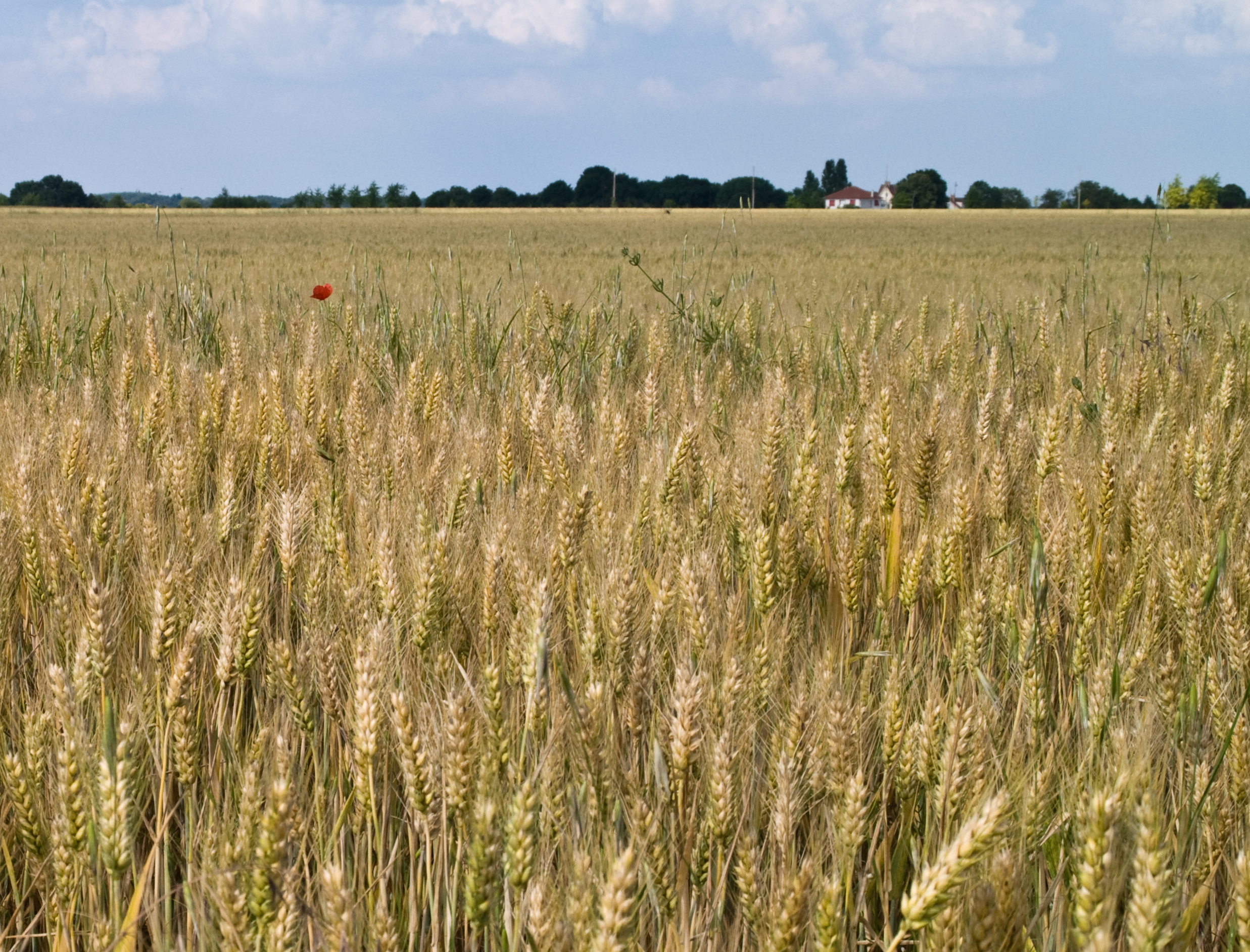
Champ de blé.

On ne connaît pas grand-chose sur le passé du village. Étant donné qu'on a retrouvé des traces de séjour de Gaulois dans les environs, on peut penser que des champs s'étendaient sur l'emplacement d'Ascq. Au XIe siècle, on sait qu'on y cultive intensivement le blé.
Au Ve siècle, le territoire d'Ascq fait partie de la zone contrôlée par les Francs saliens.

### Moyen Âge
Ascq dépend au VIIIe siècle du domaine royal d'Annappes appelé Asnapio.

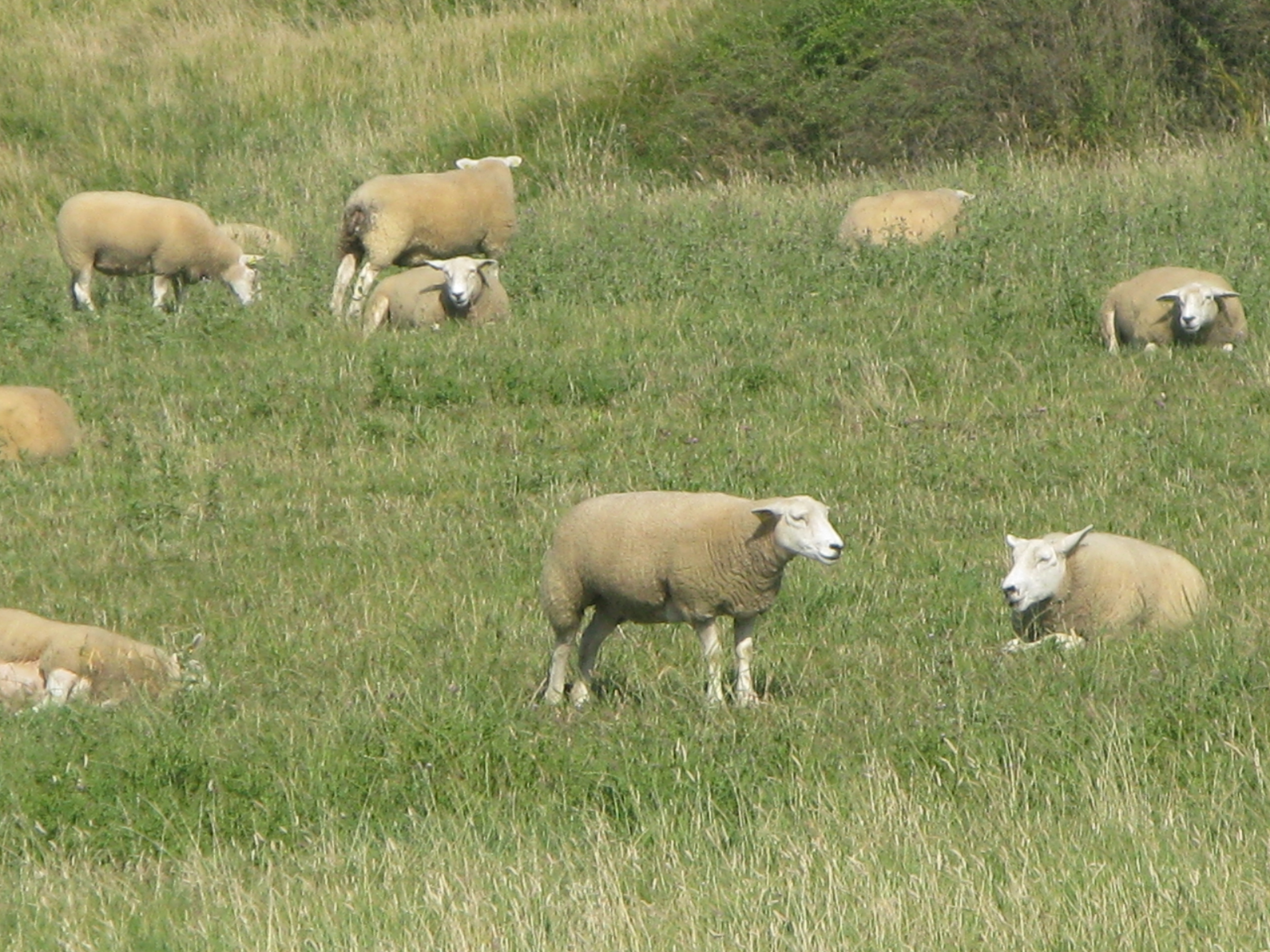
Moutons.

Lors de la venue de Charlemagne pour l'inauguration de l’abbatiale de Saint-Riquier en 800, ses envoyés royaux dressèrent un inventaire d'Annappes. La description fut tellement minutieuse qu'elle fut recopiée comme exemple dans un manuel de gestion des fermes impériales, le cartulaire « de Villis ». Dans ce cartulaire « de Villis » daté de 812, Ascq dépend, comme Flers et Gruson, du fisc d'Annappes. Les envoyés royaux ont noté avoir trouvé pour les trois villages 5 moulins, 4 brasseries (a priori pour la cervoise), 2 ponts (on estime qu'il s'agit des ponts d'Hempenpont et de Pont-à-Tressin) et 4 jardins. L'inventaire mentionne d'importantes provisions des milliers de muids d'épeautre et d'orge, des centaines de muids d'avoine, de seigle, de froment, quantité de fèves et de pois ; 1005 porcs salés (dont 155 provenant du cens), 5025 livres de fromages, de la bière, du sel, du beurre, du miel (dont 3 muids provenant du cens) ; à Tréola, 1250 muids de vin (750 provenant des vignes du domaine et 500 du cens) ; on dénombrait 1150 moutons, béliers, brebis et agneaux, des centaines de chevaux, ânes et mulets, des centaines de porcs, de chèvres et de vaches, 50 ruches d'abeilles, des oies, des canards et des paons ; les arbres cultivés dans le fisc étaient des poiriers, des pommiers, des néfliers, des pêchers, des noisetiers, des noyers, des mûriers, des cognassiers, des pruniers et des cerisiers. En outre, les envoyés de Charlemagne témoignent de la présence de lis, costus, menthe, persil, rue, ache, livèche, sauche (sauge), sarriette, sabine, porreau (poireau), aulx, tanaisie, menstratum, coriandre, échalotes, oignons, choux, choux-raves, bétoine ; le fisc de Tréloa contient également bette, auroue, népéta, sclarea (sauge), aigremoine, mauves, guimauves, cerfeuil, brittoles. Asnapio était aussi un haras qui fournissait la cavalerie impériale.
Charlemagne transmet le domaine d'Annappes, avec ses dépendances Ascq et Flers, à son fils Louis le Pieux. En 836, l'empereur Louis le Pieux donne le domaine royal d'Annappes en dot à sa fille Gisèle, épouse d'Évrard de Frioul. Ce couple noble fondera l'abbaye de Cysoing. Le marquis Bérenger Ier, leur second fils, héritera de la cour d'Annappes avec toutes ses dépendances, sauf Gruson ; il sera par la suite roi des Lombards, puis empereur des Romains.
En 863, Annappes, avec ses dépendances Ascq et Flers, fait un retour au domaine particulier des comtes de Flandres par une descendante directe d'Évrard de Frioul : Clémence de Bourgogne, épouse de Robert II de Flandre,.

### Ascq et féodalité

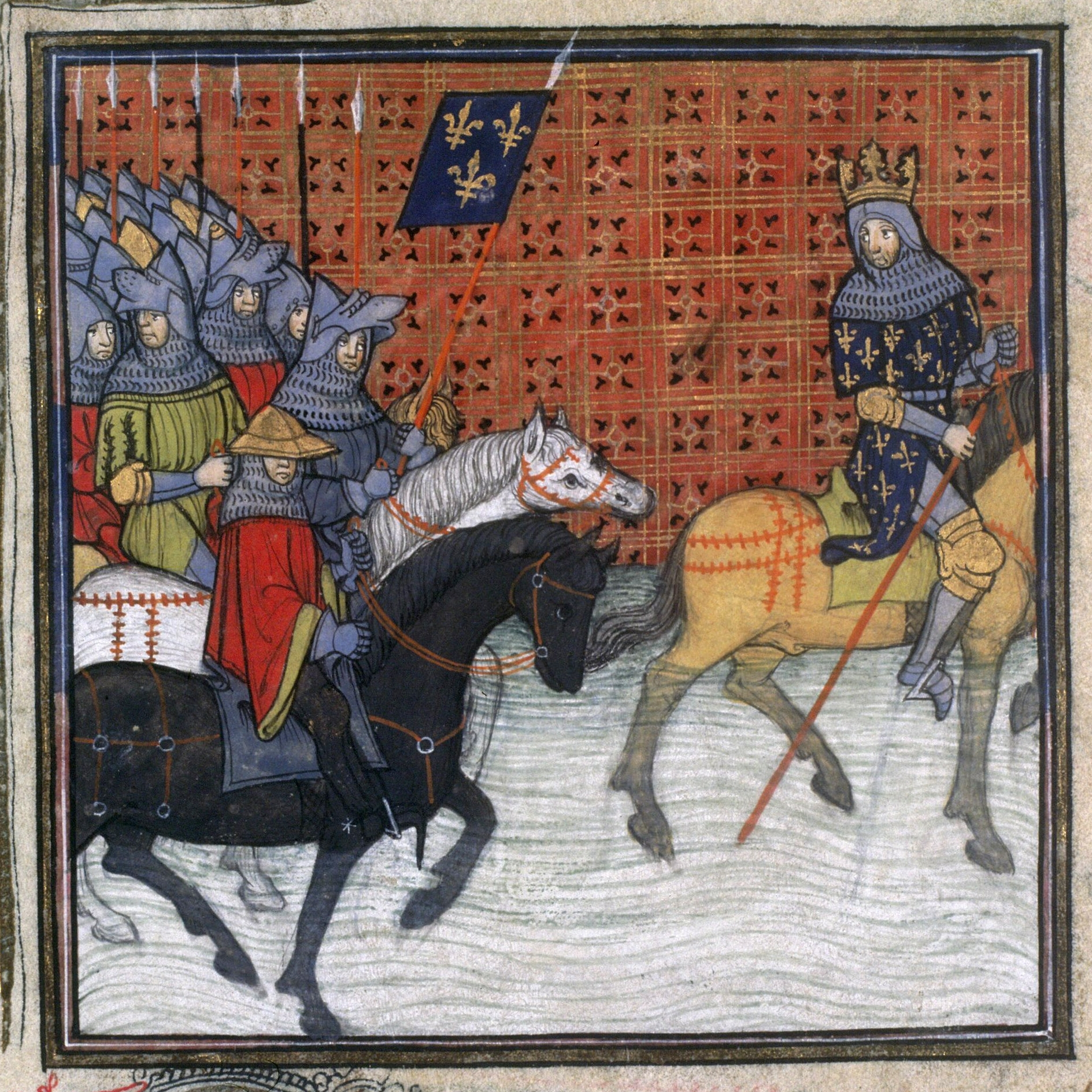
Philippe Auguste traversant la Loire.

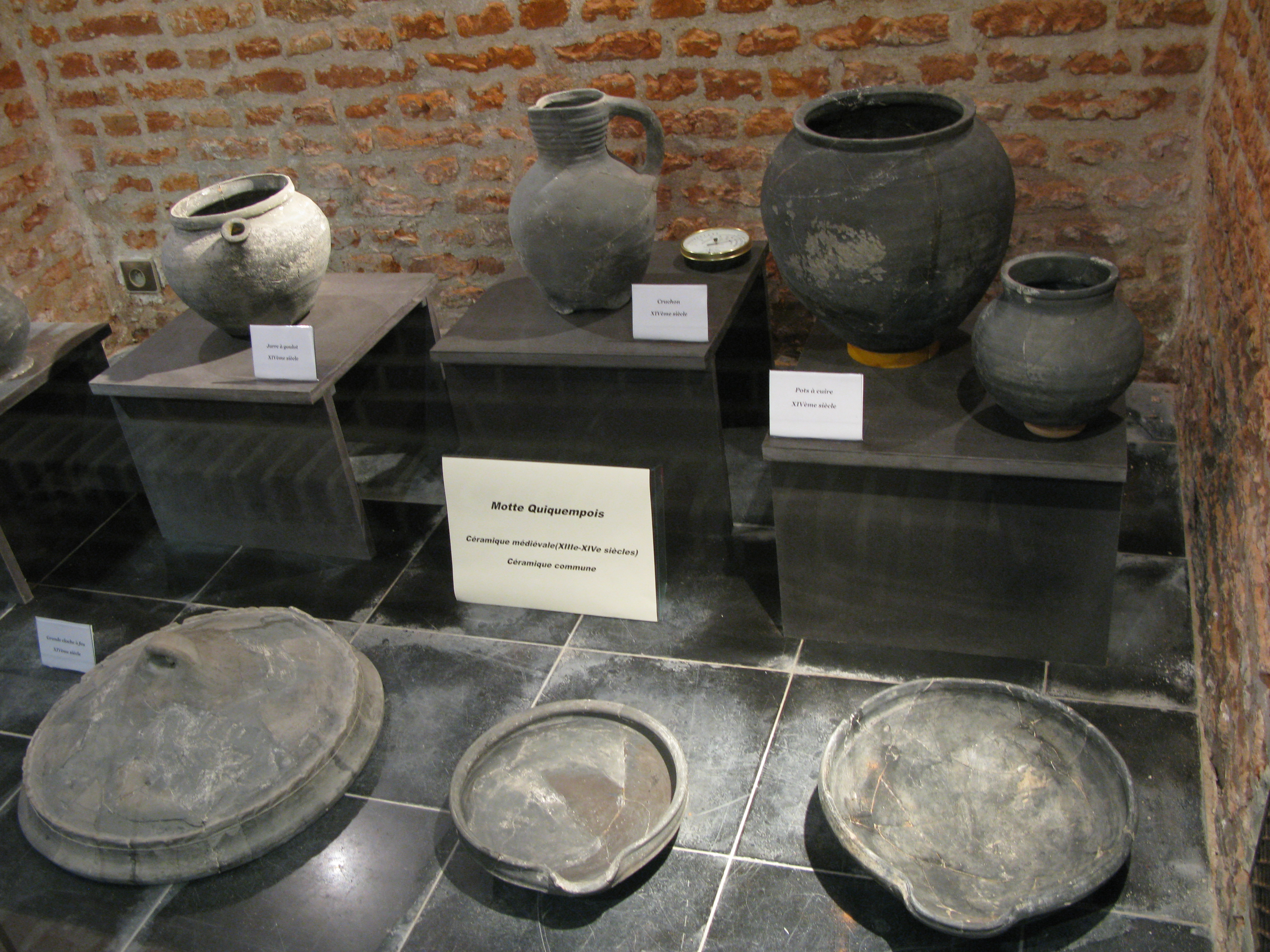
Céramiques des trouvées à la motte Quiquempois.

Au XIIe siècle, la paroisse d'Ascq dépend de l'évêché de Tournai (comme les paroisses du comté de Lille) et de l'abbaye de Cysoing qui est propriétaire des biens ecclésiastiques et fournissait les desservants de l'église.
Au XIIIe siècle, Ascq qui fait partie du Comté de Flandre est géré depuis la mairie comtale d'Annappes, et entretient des relations étroites avec ses voisins, les villages d'Annappes et de Flers.
En 1213, Philippe Auguste vient par trois fois ravager les environs de Lille, pour punir les comtes de Flandre qu'il ne juge pas assez coopératifs.
En 1264, Gauthier d'Asnapes vend à la comtesse de Flandre Marguerite de Constantinople plusieurs parties de terre de Villers dans le dîmage d'Annappes et d'Ascq .
Au XIVe siècle, Ascq dépend administrativement de l'échevinage d'Annappes, dans le quartier du Mélantois (dont le chef-lieu est Cysoing) de la châtellenie de Lille,.
De 1305 (Traité d'Athis-sur-Orge) à 1369, la châtellenie de Lille, dont Ascq, est rattachée à la France. Dans cette période, le village subit tour à tour les incursions des Français, des Flamands et des Anglais. De 1320 à 1340, Laudas, lieutenant du gouverneur de Lille, envoie ses soldats fourrager à Ascq, rançonner les cultivateurs et même mettre le feu.
On distingue à cette époque plusieurs fiefs à Ascq.
Le plus important est la seigneurie de Roques et ses hommages, appelée abusivement « fief d'Ascq ». C'est un fief vicomtier tenu de la Salle de Lille. Il comprenait tout d'abord « un manoir sur motte, herse et jardin entourés d'eau avec pont-levis ; 30 bonniers et 11 cents de terres tenant au chemin menant du Triez de Roques au Quesne Rabonne ». Il comptait de plus une prairie dans la paroisse Saint Pierre à Lille (consistant en « la maison de Berlettes »). Finalement, ce fief possédait des rentes sur divers héritages d'Ascq, d'Annappes et de Flers, les plaids généraux trois fois par an et quinze hommages dont les principaux sont La Croix d'Annappes près du Recueil et La Tour, à Flers.
Les autres seigneuries d'Ascq étaient : 
- Le fief d’Ascq-Annappes, dans le quartier d'Ascq appelé le Pron, tenu de la Salle de Lille ;
- Les fiefs éclissés d'Ascq-Annappes, dont les quatre enfants de Saint-Pierre à Lille en étaient les profiteurs ;
- Ribaut-Escœul, dont la majeure partie du territoire était au Recueil à Flers et un plus petit territoire à Ascq (cette partie ascquoise fut vendue en 1785) ;
- Le Château de Villers, tenu de la seigneurie de La Fontaine à Croix, sur le chemin du Triez de Villiers à Pont à Tressin ;
- Les Clarets ayant appartenu à Wallerand de Lattre puis Simon de Lattre ;
- Les Mottes de Croix, relevant de la seigneurie de La Fontaine à Croix, ayant ses terres sur le chemin de la Croix de Villers au marais d'Ascq et possédant le fief de Houplines à Annappes ;
- Fief d'Ascq fief vicomtier relevant de la seigneurie de La Fontaine à Croix, situé près de la cense du Brusle et traversé par le chemin de la Cavée à l'église d'Ascq ;
- Les Gobelets, tenus de la seigneurie de Sainghin-en-Mélantois ;
- Halluin à Ascq, tenu de la mairie d'Annappes et comprenant des terres sur le chemin du Pisre à Ascq, contre le camp à Plouviers entre ce chemin et celui d'Haubourdin, et entre Lezennes et Annappes ;
- Lupercourt à Ascq, tenu de la seigneurie de Wasquehal, consistant en rentes seigneuriales[8].

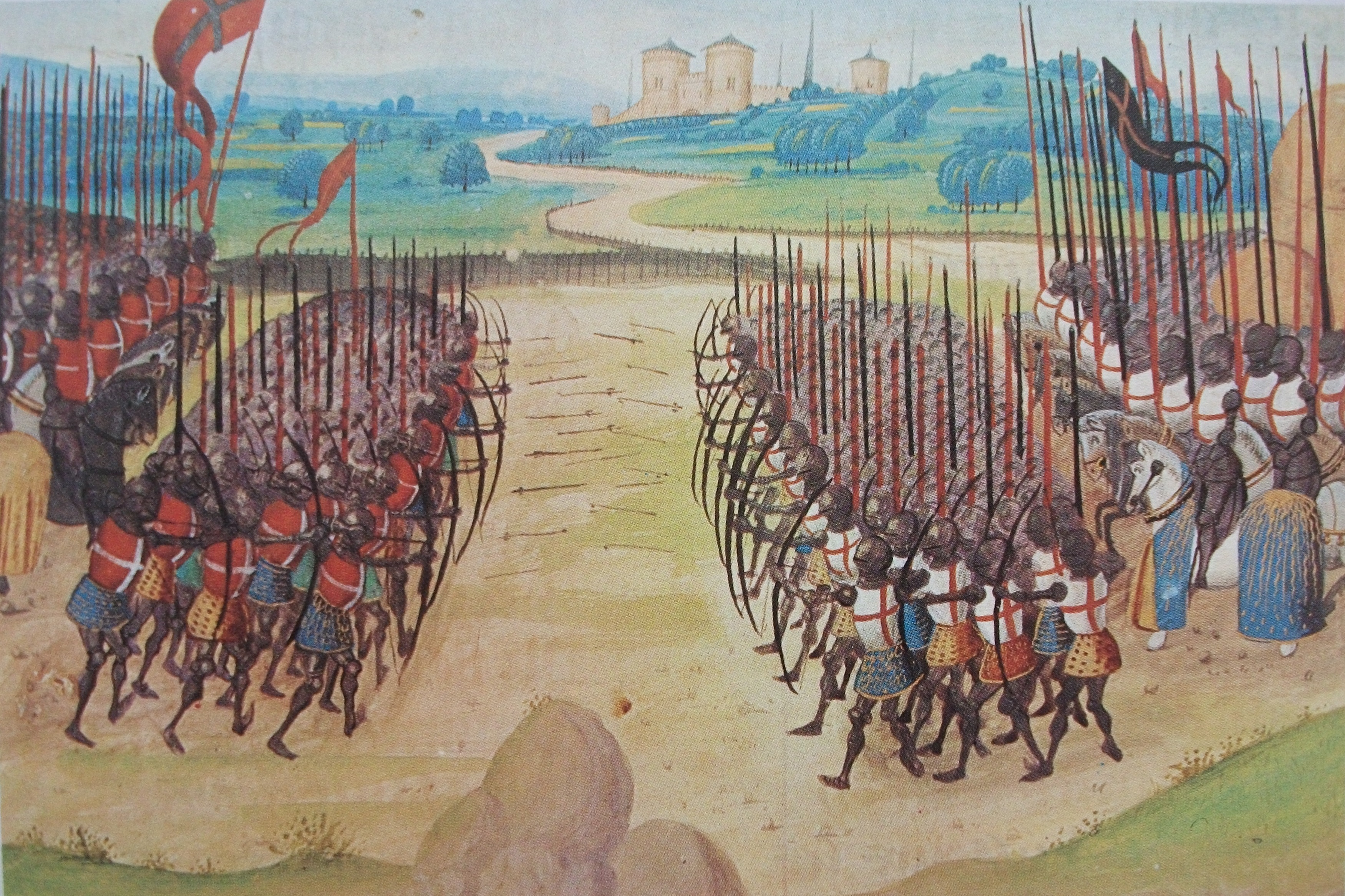
La guerre de Cent Ans (Bataille d'Azincourt).

Bien que le territoire soit riche, la population paysanne vit de manière très précaire, et subit plusieurs famines au XIVe et XVe siècles, notamment durant l'année 1316 à la suite de mauvaises récoltes l'année précédente. Un autre malheur s'abat sur la région, la guerre. De 1297 à 1304, les troupes des Français de Philippe IV de France et celles des Flamands ravagent les cultures et brûlent le village. En 1340, c'est la guerre de Cent Ans, et le village est occupé militairement. En 1349, c'est la peste noire qui s'abat sur la région. À cette époque, la population du village diminue.

### Renaissance
Au XVe siècle, l'économie du village se redresse doucement, malgré les pestes périodiques, les mauvaises récoltes et la présence presque constante de militaires. Le blé n'étant plus rentable, on se met à cultiver la guède pour colorer le linge en bleu, le lin et le chanvre, et l'élevage de moutons s'intensifie. Des tisserands de draps de laine travaillent à Ascq. Après avoir été brûlée par les troupes de Louis XI, l'église est reconstruite - cette église n'a probablement rien à voir avec l'église Saint-Pierre actuelle[réf. nécessaire].
En 1449, des enquêtes fiscales comptent 99 habitants à Ascq. Après les affrontements entre Charles le Téméraire de Bourgogne et Louis XI de France, la population est en 1498 de 600 habitants à Ascq. En 1505, on dénombre 650 Ascquois. Le bétail devint aussi plus nombreux. Ainsi le cheptel du village cette même année est estimé à 80 chevaux, 30 poulains, 243 vaches, 343 moutons. Cependant, une proportion entre 30 % et 50 % de la population, parfois plus, est très pauvre et ne peut pas payer d'impôts, alors que se multiplient les seigneurs qui ont des droits tant sur les hommes que sur les choses. La région est encore touchée par les épidémies, notamment la peste en 1534.
Le 9 janvier 1609, à la requête du nouveau comte d'Annappes Jean de Roblès, les villages d'Ascq et Flers sont rattachés aux comté, échevinage et juridiction d'Annappes.
Au XVIIe siècle, la région est de nouveau frappée par la peste, en 1635-1638, 1647 et 1668,.
En 1617, Guilbert de Gand, baron d'Hem, seigneur de Sailly, de Forest etc. fait construire une église à Forest-sur-Marque. Le 13 avril 1640, à la demande du baron d'Hem qui y réside, Forest-sur-Marque est détachée du village d'Ascq et érigé en paroisse par Maximilien de Gand, évêque de Tournai.
Le 13 mai 1647, le baron de Becq, chargé par l'archiduc Léopold de conduire son armée, composée de toutes les troupes qui se trouvaient dans les possessions espagnoles des Pays-Bas, fait halte à Ascq dans la plaine qui sépare Ascq à Anstaing.

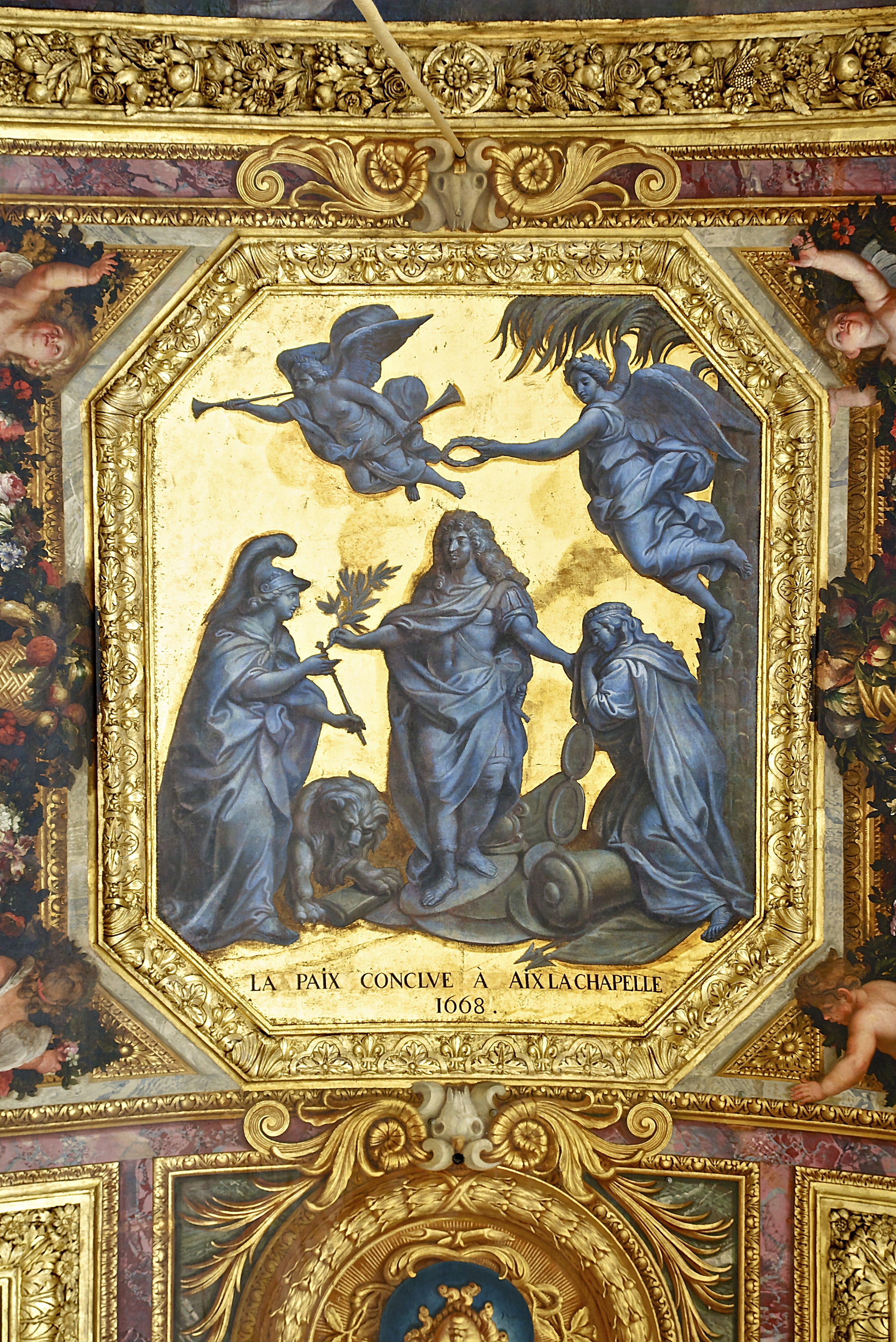
Commémoration du Traité d'Aix-la-Chapelle, plafond de la Galerie des Glaces, Château de Versailles.

La région est déchirée par les guerres, et le village appartiendra successivement au Duché de Bourgogne, aux Pays-Bas espagnols avant de devenir français en 1668 par le traité d'Aix-la-Chapelle, à la suite de la prise de la région par Louis XIV.
En 1671, un procès est intenté par les censiers contre Gille Ban, curé de la paroisse d'Ascq, pour refus de payer la dîme des colzas. Les magistrats de Roubaix reconnaissent le droit des manants contre le curé, l'abbaye de Cysoing et le chapitre de Tournai.
En 1678, Ascq compte 95 foyers.

### XVIIIesiècleEn 1709, l'hiver est rigoureux et des habitants du village meurent de froid et de faim
Le village subit constamment les maux de la guerre : logements des troupes, réquisition en tout genre, ravages et exaction des soldats. De 1708 à 1713 la région est occupée par les Hollando-Britanniques de Marlborough, qui reviendront en 1744.
Dans les années 1760, se trouve sur la route de Lille à Tournai (actuelle rue des Fusillés), face à la route de Sainghin, une auberge de relais très fréquentée, désignée parfois sous le nom de cabaret, appelée « La Maisoncelle ». Y étaient fréquemment abandonnés les enfants, l'un d'eux, Pierre Joseph Celle s'appellera ainsi « [parce] qu'il a été trouvé près du cabaret de la Maisoncelle ».
En 1769, une épidémie accable pendant neuf mois les pauvres de la région de Roubaix.
Le roi permet en 1774 le partage des marais entre les trois villages et leurs voisins, et ceux-ci seront asséchés en 1781. Peu à peu l'alphabétisation progresse. Entre 1737 et 1789, 38 % des hommes et 22 % des femmes savent signer leur acte de mariage à Ascq. La vie culturelle se développe aussi, avec des ducasses deux fois par an. On y fête aussi la Saint-Jean, la Saint-Martin et la Saint-Éloi. On note l'apparition des cabarets, où viennent se détendre villageois et villageoises ; le plus connu des environs est l'auberge de Maison-Celle à Ascq, lieu de rencontre pour les jeunes gens.
En 1774, la plaine entre Ascq, Seclin, Noyelles et Lille est réservée pour la chasse des seigneurs et ordre est donné à la population de ne pas aller sur cette zone avec des chiens ou des fusils.

### Révolution française

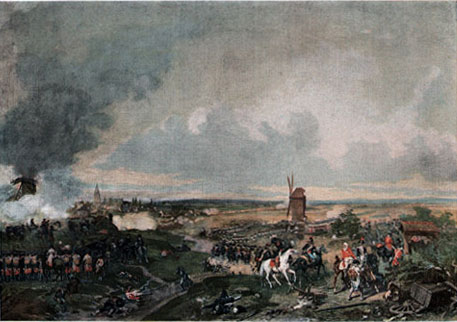
Bataille de Hondschoote, gravure de Boussod et Valadon.

L'été 1788 est très sec, malgré un très gros orage et des averses de grêle et de pluie ; l'ensemble compromet les récoltes. L'hiver suivant est long et rigoureux. Entre l'hiver et l'été 1789, le prix du pain de ménage a doublé à Lille et coûte 9 sols.
Comme à Lille, il n'y a pas de révolution populaire chez les paysans en 1789 mais plutôt une peur du brigandage ; de plus les événements parisiens leur arrivent avec plusieurs jours de retard (la prise de la Bastille est connue le 17 juillet), et ils sont occupés par la répartition de leurs marais communaux. Philippe François Joseph Saladin (1740-1792), curé à La Madeleine après avoir été vicaire à Ascq et Halluin, est assassiné par la foule le 29 avril 1792 à La Madeleine alors qu'il tentait de fuir en Belgique déguisé en femme ; il fut pendu à la lanterne du coin de la rue des Jardins,,. Alexandre Favier, nommé curé d'Ascq en 1786, sera déchu en 1791 et déporté en 1793 pour avoir refusé de prêter serment à la constitution civile du clergé, ; il reviendra cependant en 1802 après avoir prêté serment au concordat et sera nommé curé de Bondues en 1803,.
En janvier 1790, Charles Renard est élu maire d'Ascq.

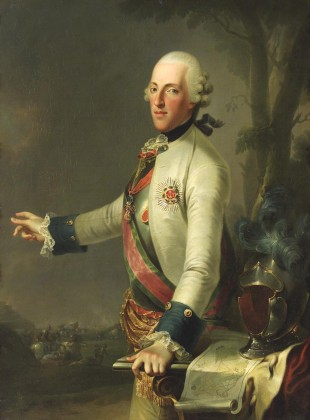
Albert de Saxe-Teschen.

En avril 1792, lors de la guerre contre l'Autriche, des régiments se regroupent, entre Lille et Baisieux, pour être dirigés vers l'ennemi. Mais à l'approche de l'ennemi, ils battent en retraite vers Lille, où la foule massacrera le général Theobald de Dillon. Le 23 septembre 1792, les Autrichiens dirigés par le duc Albert de Saxe-Teschen font le siège de Lille après avoir pris Roubaix, Tourcoing et Lannoy. Des batteries sont établies entre Hellemmes et Fives et des bombardements ont lieu pendant 8 jours à partir du 27 septembre 1792 ; plusieurs boulets se logent dans des murs ascquois. Cependant, ils lèvent le siège le 8 octobre face à l'impossibilité de s'emparer de la ville de Lille.
Fin juillet 1793, 2000 soldats français sont entourés par la cavalerie prussienne aux environs de Sainghin et Pont-à-Bouvines ; à part une petite partie qui arrive à se replier sur Lille, le reste des troupes françaises est sabré. La bataille de Hondschoote et la bataille de Wattignies font reculer les hommes de la Première Coalition ; ces derniers séjournent tout l'hiver 1793-1794 dans une partie de la métropole lilloise, mais pas à Ascq qui est dans la zone conservée par les Français. Entre 1792 et le début de 1794, la Marque sépare les troupes de la République française de celles des coalisés. La coalition formée contre la France occupe le village en 1794, mais la victoire de Tourcoing (18 mai 1794) repousse l'ennemi vers Tournai.
En 1792, la première mairie est installée dans une simple salle sur la cour du cabaret David Lemaire ; le cabaret accueillait les banquets du conseil municipal.
L'hiver 1794-1795 est très rude, tant que les rivières des alentours de Lille sont couvertes de glace et des arbres de campagne se fendent de bas en haut. Le nombre de chômeurs et d'indigents est très élevé, des fermes sont pillées, la foule clame lors de manifestations qu'elle était moins malheureuse lors de l'occupation autrichienne. La misère et le manque d'hygiène provoquent des épidémies (certainement le choléra ou la variole).

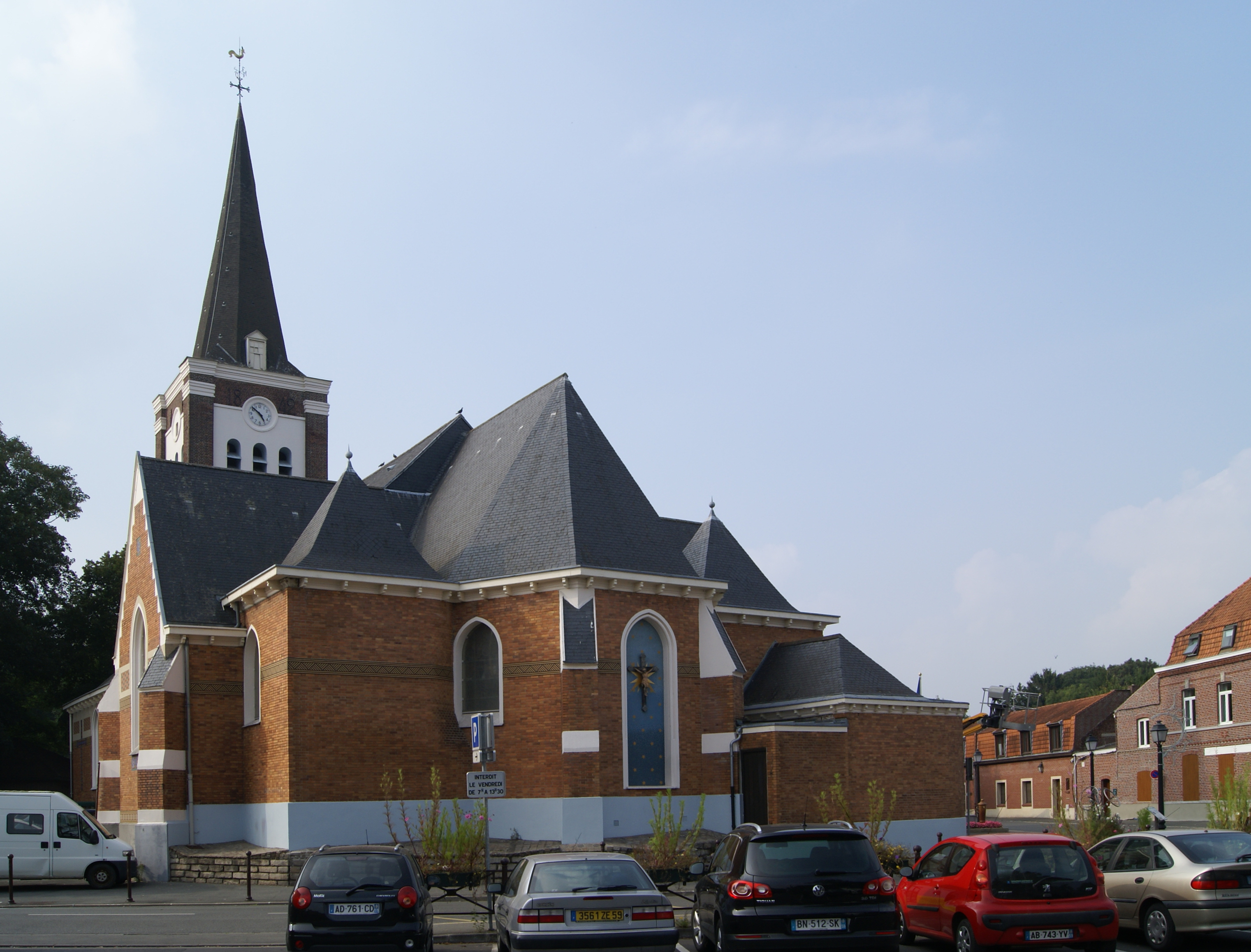
L'église Saint-Pierre-en-Antioche d'Ascq.

Sous la Terreur, les biens des émigrés sont confisqués. De même, l'argenterie et les objets de cultes de l'église Saint-Pierre-en-Antioche d'Ascq sont inventoriés, envoyés à Lille et récupérés par l'État. L'église est mise en vente le 27 mars 1799, comme celle d'Annappes et celle de Flers. Estimée à 1 600 livres, elle est adjugée au citoyen lillois Sébastien Delplanque, pour 102 000 francs, terrain et cloche non compris. Il est probable que l'acquéreur ne vint pas prendre possession de son bien par peur de la réaction des fidèles. Après le Concordat, elle est restituée aux religieux.
Le calme revient dans le village en 1802.

### XIXesiècle
En 1809, à la suite du blocus continental du Royaume-Uni par Napoléon Ier, on commence à cultiver la betterave sucrière.
Les guerres de l'Empire sont gourmandes en individus, et les hommes du village sont très nombreux à se mutiler ou à se cacher dans les carrières de Lezennes. En 1814, à la suite de la campagne de France, la frontière Nord est menacée. On enlève les ponts sur la Marque pour tenter de retarder l'invasion. Le général Maison, fuyant devant les Russes, fait camper aux abords d'Ascq ses soldats qui pendant douze jours pillent et volent pour se nourrir. Fin mars 1814, l'ennemi est là, mais la capitulation de Paris met fin aux hostilités. Des escadrons français reviennent se loger à Ascq lors des Cent-Jours.
De 1815 à 1818, le 2e corps d'armée du roi des Pays-Bas, des armées anglaises et prussiennes ainsi qu'un contingent d'Hanovriens est stationné dans le village et réquisitionne des vivres. En 1817, le gouvernement indemnise les fermiers ascquois pour dégâts, vivres et transports et parce que la plaine entre Ascq et Annappes a été abîmée par les manœuvres de cavalerie.
Durant la première moitié du siècle, l'activité d'Ascq reste essentiellement artisanale et agricole. Ainsi, on dénombre environ 156 cultivateurs à Ascq en 1825. Encore à cette époque, les villages souffrent d'épidémies et de conditions de travail difficiles (repos dominical pas respecté, travail des enfants, etc.). En 1833, on dénombre 250 maisons à Ascq.
Dans les années 1840, un bataillon de la Garde nationale a son centre à Ascq pour le village, Annappes, Flers-lez-Lille et Forest-sur-Marque.
Dans les années 1840 également, l'usage de la brique pour les bâtiments se répand dans le village ; les briques sont fabriquées dans des briqueteries ascquoises à partir de l'argile du village.

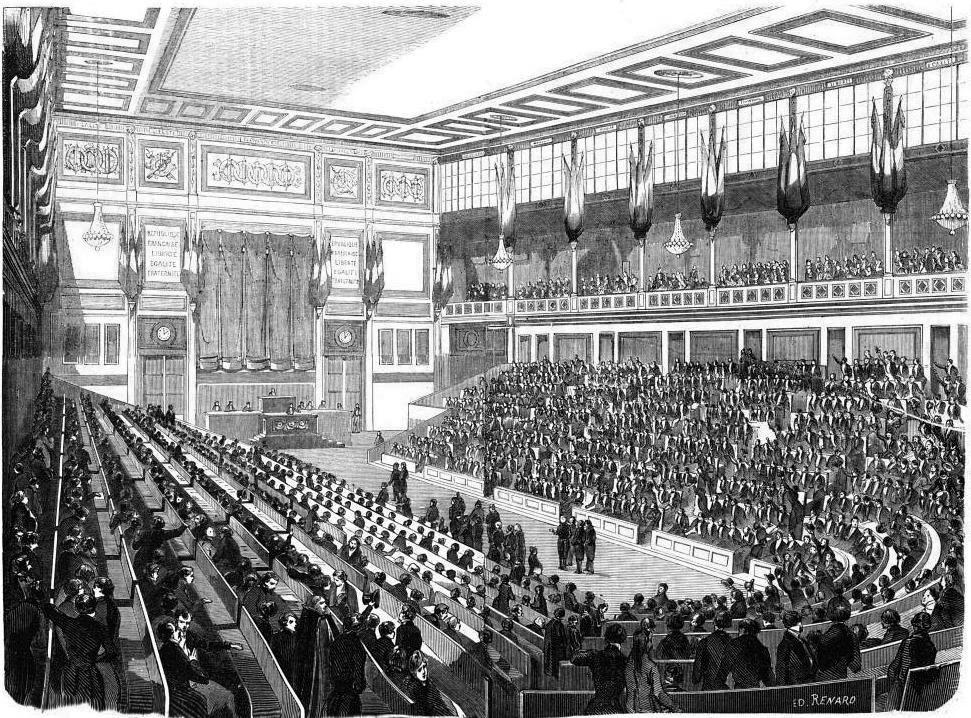
L'intérieur de la salle de l'Assemblée constituante à Paris.

En 1848, un arbre de la liberté est planté sur la place d'Ascq pour l’avènement de la Deuxième République, mais ne survit que quelques années.
En 1852, il y a 501 électeurs inscrits à Ascq (486 domiciliés et 15 militaires).
En 1856 est créée la Philharmonie d'Ascq.
Le 5 juin 1859, un dénommé Séverin, vient au domicile de son ancien patron, le fermier et rentier Auguste Desquiens, pour jouer aux cartes. Il y assomme mortellement, avec un marteau en fer qui servait à atteler les chevaux, Auguste Desquiens (86 ans), sa femme Albertine Chuffart (79 ans) et sa fille Olympe Desquiens (38 ans). La vieille ayant eu le temps de donner l'alerte, l'assassin, caché sous un lit, sera arrêté par le garde-champêtre.

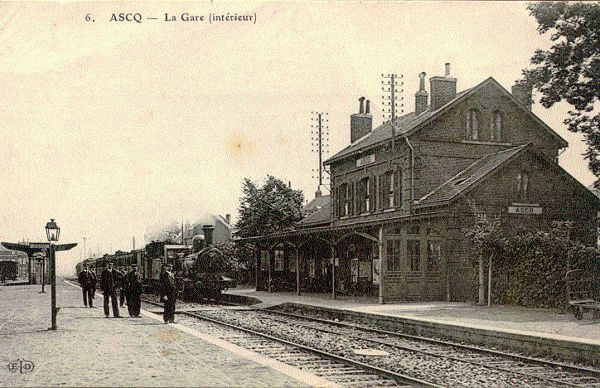
Gare d'Ascq vers 1900.

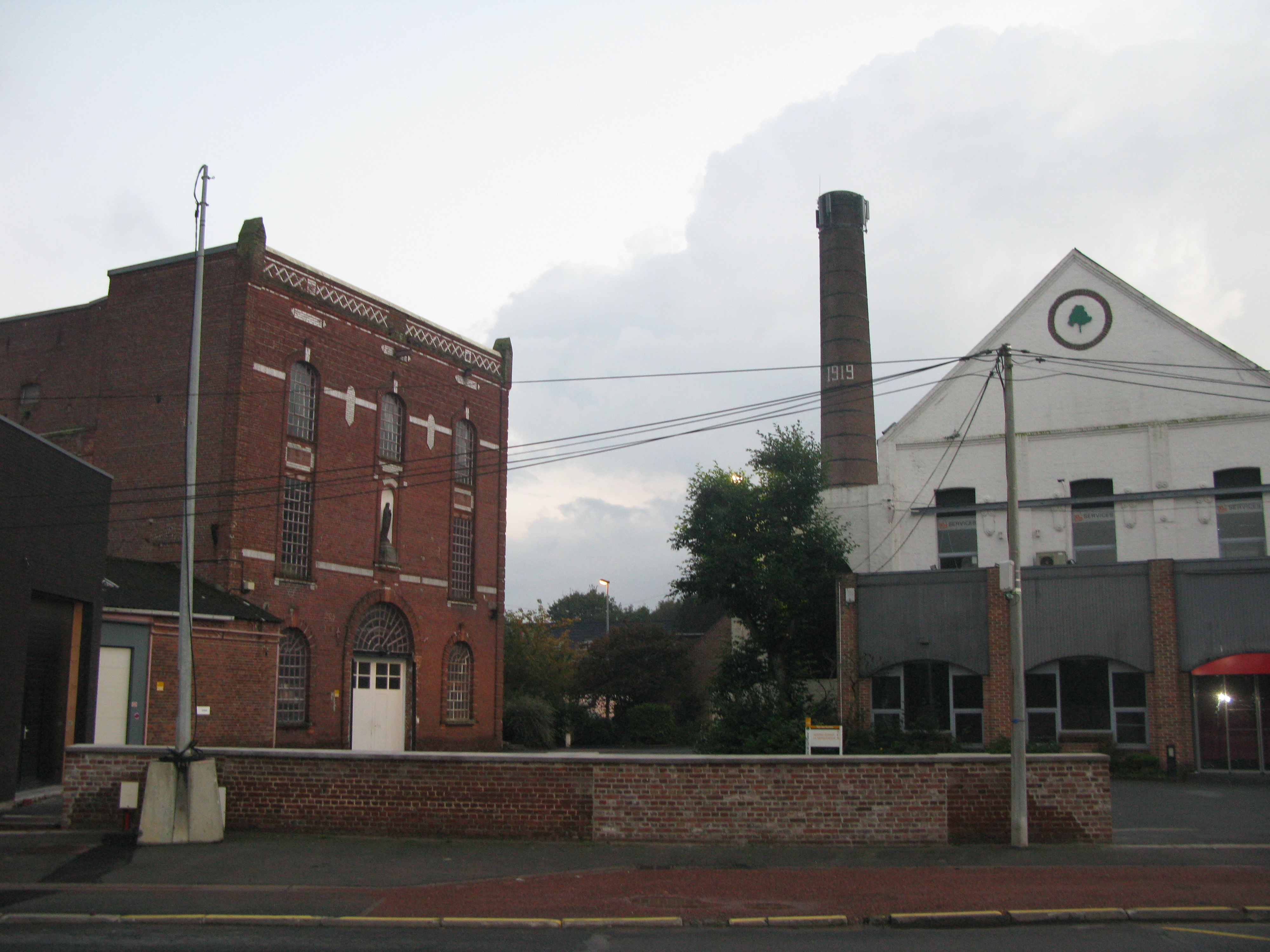
L'ancienne distillerie.

Au milieu du XIXe siècle, la progression de l'industrie fait se développer considérablement Lille et surtout Roubaix. Le chemin de fer désenclave Ascq en le rattachant à Lille en 1865 et en 1885 à Roubaix par la ligne charbonnière. Cette dernière ligne de Somain à Halluin a désormais disparu, mais un reste de pont est encore visible dans la campagne aux abords d'Ascq. Ces nouveaux moyens de transport développent à Ascq l'industrie liée au textile, à la métallurgie et à l'alimentaire (distillerie, brasserie, minoterie, meunerie, filature). L'agriculture se modernise aussi : en 1896, Ascq voit arriver sa première moissonneuse-lieuse Samuelson. De nombreuses fêtes locales rythment la vie monotone des paysans et des ouvriers.
En 1851, André Rousseau construit une fabrique de chicorée à la grand'route (actuelle rue des Fusillés) au Bouquet, à laquelle il rajoutera une raffinerie de sel ; l'usine évoluera ensuite pour devenir la chocolaterie Bouquet d'Or. En 1852, Louis et Florentin Droulers construisent au lieu-dit « La Voie perdue » la distillerie de mélasse (elle sera agrandie en 1854 et en 1865). Cette usine occupe 77 ouvriers et employés ; il s'agit à la fois d'une distillerie, d'une sucrerie et d'une potasserie. En 1865, Jules Cornil et Delannoy construisent une fabrique de toiles au Quennelet ; elle sera rapidement dissoute et une nouvelle fabrique de tapis est créée par Frédéric Grandel. En faillite en 1889, l'entreprise sera reprise par Léon Baratte.
Le 8 mai 1870, les Ascquois votent avec 453 « oui » contre 5 « non » la guerre face à l'Allemagne. Le 2 juillet 1871, Louis Faidherbe, candidat à l'Assemblée Nationale, obtient 244 voix à Ascq sur 500 électeurs.
L'hiver de 1870 à 1871 est très rude et la mortalité, sans compter les décès à la guerre, est élevée dans le village, notamment à cause de maladies. Les blés gèlent et un typhus contagieux atteint les étables de dix fermes ascquoises.
En 1876, il y a deux moulins à vent dans le village : un moulin à blé appartenant à Louis Havez-Delaoutre, et un à huile appartenant à Louis Decocq-Dupire.
En 1890, Rosine Marescaux, servante de l'abbé Dillies, est retrouvée assassinée dans le presbytère avec l'abbé assommé à ses côtés ; le presbytère a été cambriolé. Après enquête, le dénommé Baillet, 26 ans, fut arrêté et il reconnut le crime. Tueur en série, accusé de 5 autres assassinats, Baillet fut exécuté sur la place Saint-Vaast à Douai le 28 août 1891 à 5h30 du matin. À l'annonce de sa condamnation, il avait déclaré : « Je remercie la société. Mon crime fait ma honte et non pas l'échafaud ». Il cria aussi, juste avant la chute du couperet, « vive la République. »,,.
En 1895 et les années qui suivent, le cimetière qui s'étendait autour de l'église est désaffecté (il était déjà fermé aux inhumations depuis 1889 ; les morts sont exhumés et déplacés au nouveau cimetière rue de l'abbé Lemire (alors rue du Père Lachaise).
À la fin du XIXe siècle, le plus grand cabaret d'Ascq est « A mou David », appartenant à David Dupire-Lemaire,.

### XXesiècle

#### Première Guerre mondiale

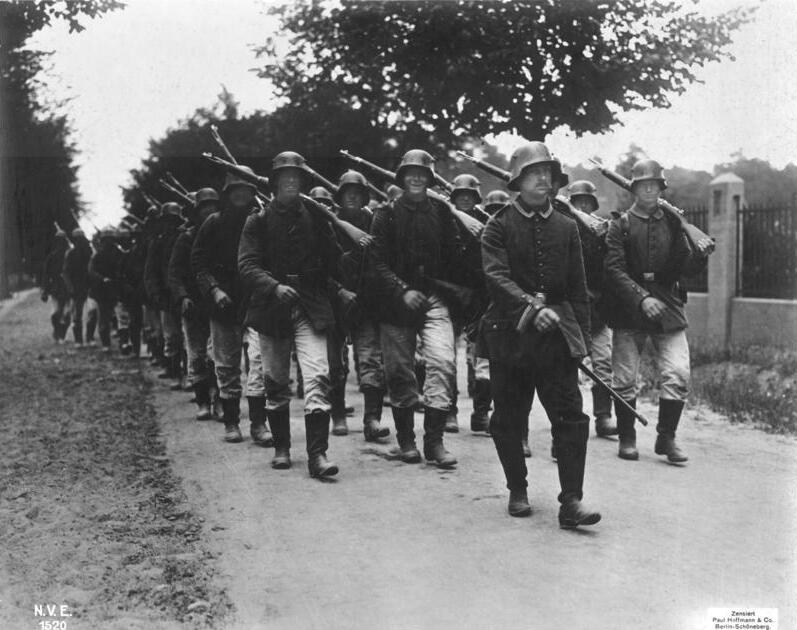
Soldats allemands.

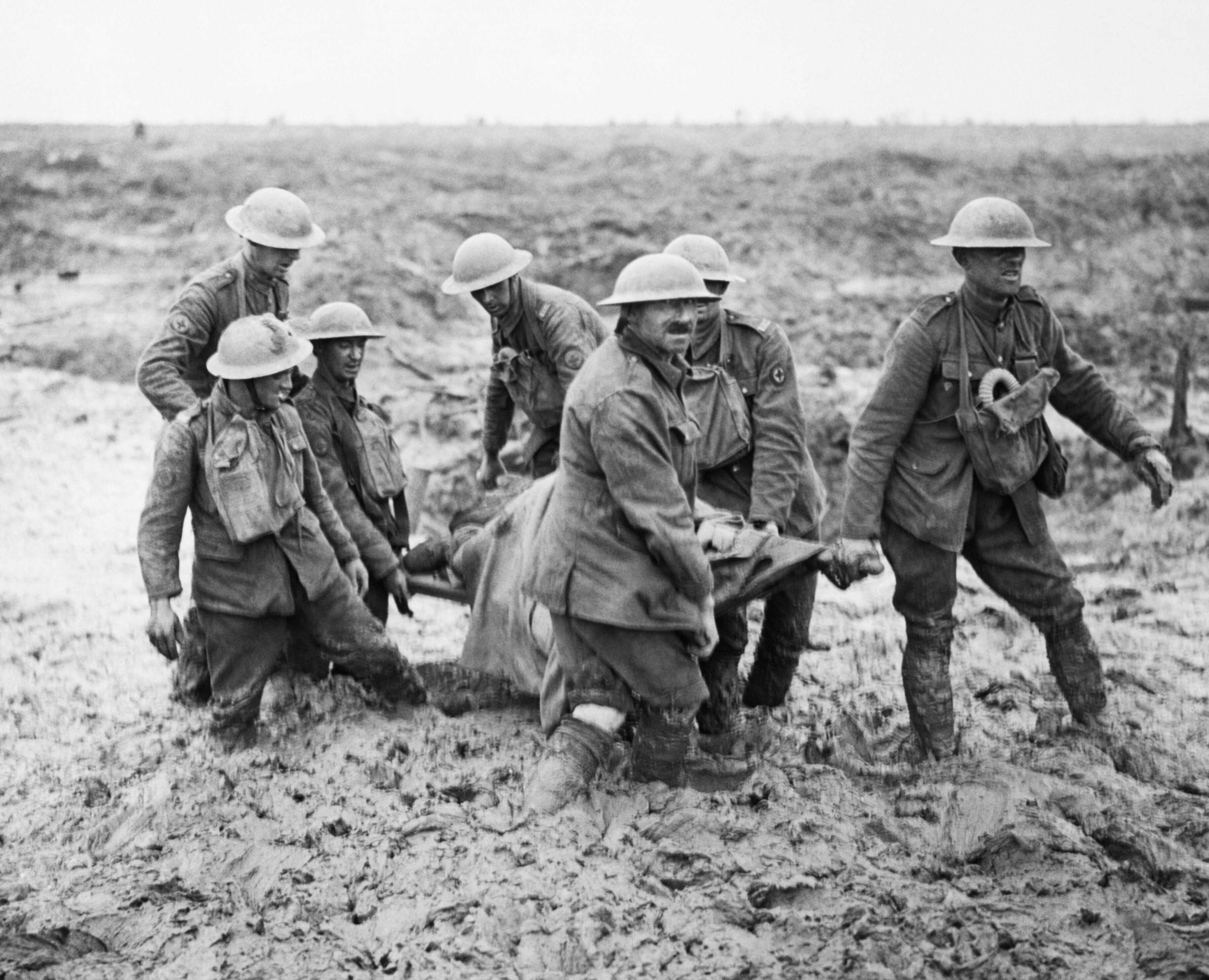
Soldats britanniques.

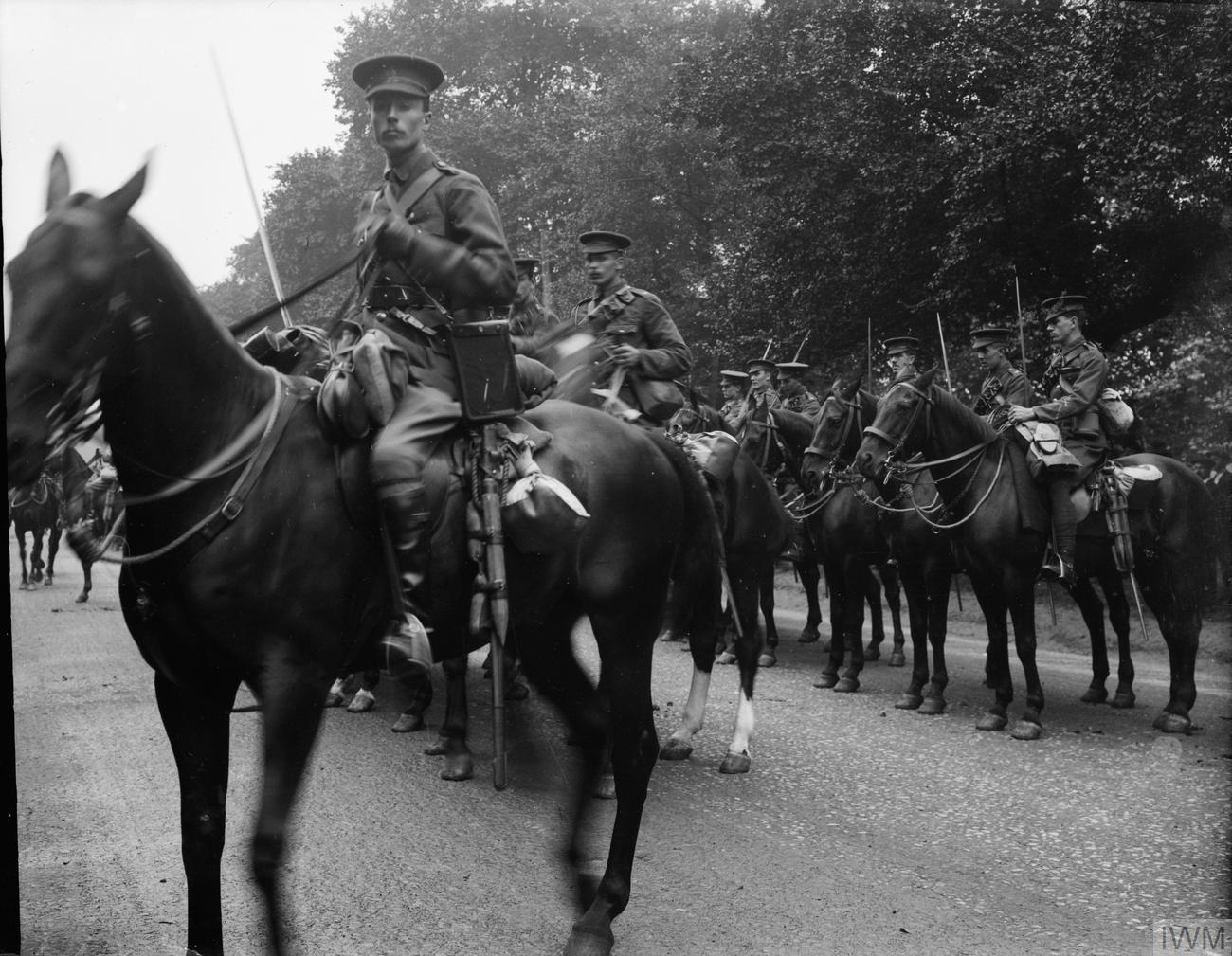
Cavaliers britanniques.

La France entre dans la Première Guerre mondiale, durant laquelle beaucoup de villageois moururent. À partir d'octobre 1914, les Allemands occupent la région, jusqu'à la libération par les troupes anglaises en octobre 1918.
Le 4 octobre 1914, des uhlans allemands tirent des coups de feu à l'extrémité du village. Le même jour, un train blindé s'arrête dans la gare et des hommes détruisent les appareils télégraphiques et téléphoniques. Dans la nuit, des soldats allemands commettent des pillages dans les maisons. Le 5 octobre, une patrouille de uhlans tire sur un civil rue Kléber (Julien Hoet qui ne survivra pas à ses blessures). Le 7 octobre, plusieurs villageois ayant fui le village sont faits prisonniers à Radinghem ; plusieurs seront internés à Magdebourg. Lundi 12 octobre, un corps d'armée allemand défile à Ascq : ce sont 2 500 soldats et 80 civils français prisonniers. Les 15 et 16 octobre, des ambulances s'installent dans le village et un défilé d'artillerie se déroule pendant plusieurs heures sur la route nationale (actuelle rue des Fusillés) vers Lille.
Du 19 au 22 février 1917, les trois grosses cloches de 1842 et 1843 et les neuf petites cloches du carillon sont déposées par les Allemands et envoyées en Allemagne,. Les trois cloches principales furent remplacées en 1922 par la municipalité sur les dommages de guerre de l'église. La plus grosse sera prénommée Louise Marthe ; les deux moyennes Clémence Justine et Jeanne Georgette. Le carillon est réinstallé en 1923 par l'horloger roubaisien René Catoire.
Plusieurs bombardements des alliés touchent le village en août et septembre 1917.
Le 4 mai 1918, les kommandanturs d'Ascq et d'Annappes installées depuis octobre 1914 sont supprimées et dépendent de Seclin. Le 18 mai 1918, un nouveau détachement de police militaire s'installe à Ascq, commandé par le baron von Chammier. Le 28 août 1918, le maire d'Ascq, M. Vincent, qui avait ordonné d'arrêter des soldats maraudeurs est condamné à trois mois de prison ; il y restera jusqu'à la libération du village.
Le 18 octobre 1918, les Anglais bombardent le village et les Allemands font sauter à la dynamite les pavés de certaines rues. Le 22 octobre 1918, des soldats anglais et portugais (notamment des cavaliers) libèrent le village. Pendant quelques mois, fin 1918 et en 1919 étaient stationnées dans le village les unités britanniques suivantes : 229th Field Ambulance (en) ; 13th et 63rd Casualty Clearing Stations ; 39th Stationary Hospital.
74 soldats ascquois seront tombés au champ d'honneur durant la guerre. Un monument aux morts est élevé par la municipalité près du porche de l'église. Un canon allemand fut posé en bas du monument (il sera repris par les Allemands lors de la Seconde Guerre mondiale).
55 soldats de divers corps d'armée du Commonwealth victimes de la Première Guerre mondiale sont enterrés dans le cimetière d'Ascq : 52 Britanniques, 4 Chinois du Corps de travailleurs chinois, deux Indiens, un Canadien et un Australien.
En 1921, le monument aux Morts de la guerre franco-allemande de 1870 est déplacé vers la place de l'église (il était face au portail de l'église) et on y inscrit les noms des soldats tombés durant la Première Guerre mondiale.

#### Entre-deux-guerres
Avec la montée en puissance de la métropole lilloise, de plus en plus de gens commencent à habiter en périphérie, et la population du village augmente considérablement. En 1939, Ascq compte environ 4 000 habitants, de toutes catégories socioprofessionnelles. Ascq compte alors surtout une population ouvrière, particulièrement des cheminots - employés à la gare d'Ascq ou aux ateliers d'Hellemmes - mais aussi des ouvriers employés par les industries textiles de Roubaix et Tourcoing ou par le tissage Baratte. On trouve aussi de nombreux employés dans les administrations lilloises.
En 1933, c'est la création de L'avenir Musical d'Ascq.

#### Seconde Guerre mondiale

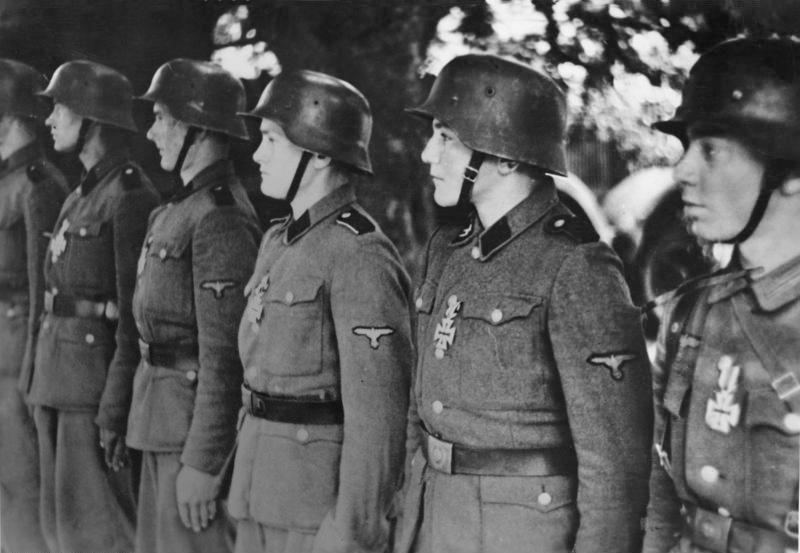
Soldats de la 12e SS « Hitlerjugend ».

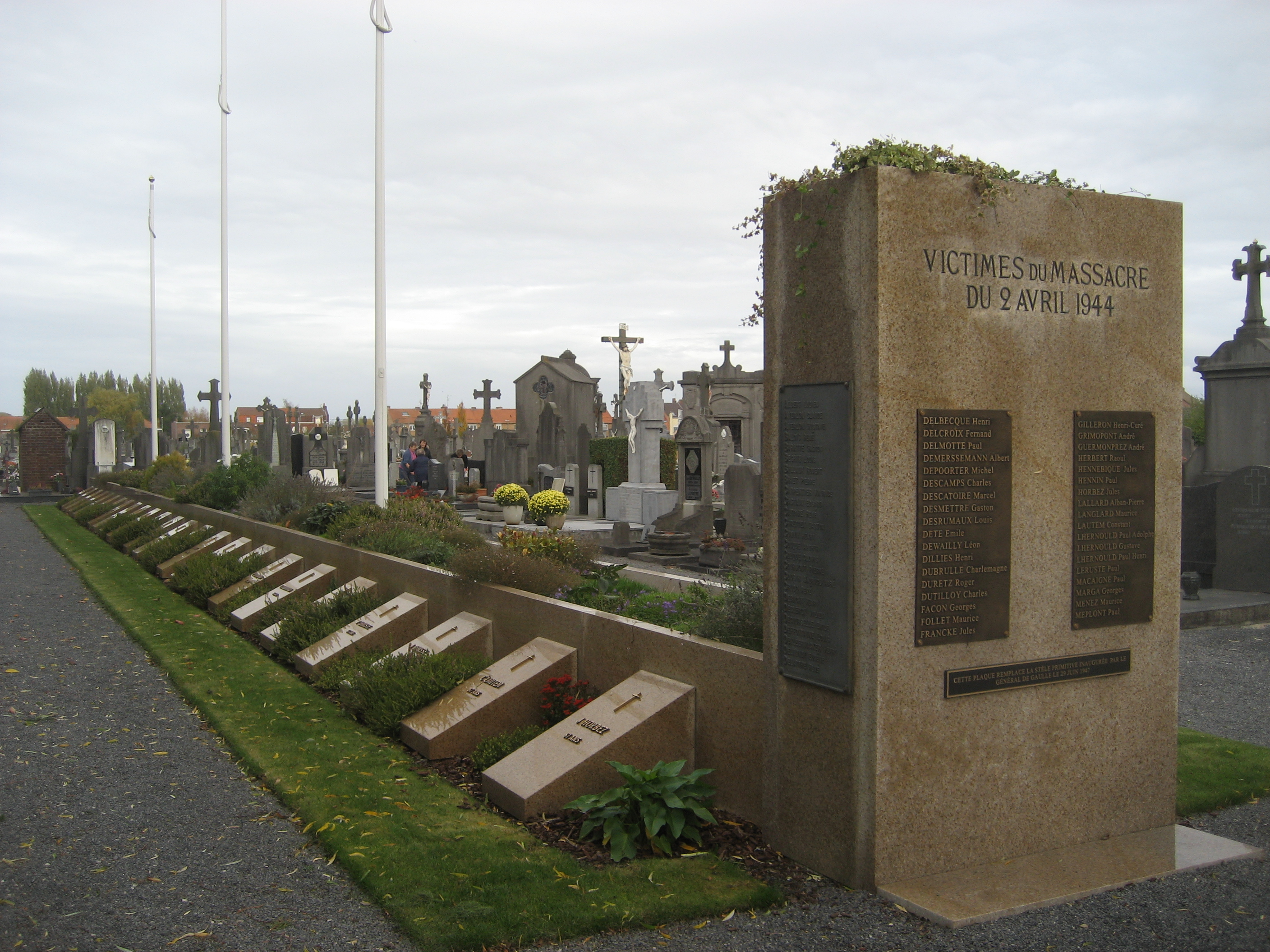
Tombes des massacrés dans le cimetière d'Ascq.

La région entre dans la Seconde Guerre mondiale dès septembre 1939 ; des troupes britanniques du corps expéditionnaire de Lord Gort stationnent dans les villages voisins et à Ascq d'octobre 1939 à mai 1940. Les troupes allemandes s'y installent dès le 1er juin 1940. Adolf Hitler, en tournée d'inspection, vient loger au château d'Annappes ce même jour. Le fait le plus marquant de l'occupation est le massacre d'Ascq : dans la nuit du 1er avril 1944, un sabotage de la résistance locale vise un train de marchandises. Si le sabotage n'a pas de conséquences humaines pour les occupants du train dont la locomotive déraille, il s'avère que c'est un transport de troupes de la 12e division blindée SS « Hitlerjugend ». En représailles, les nazis massacrent 86 hommes. Les responsables du sabotage seront arrêtés puis fusillés au fort de Seclin le 7 juin 1944.
Pendant la guerre, Ascq dépend du commandement allemand de Bruxelles. L'occupation allemande durera de mai 1940 à septembre 1944. Ascq sera libéré le 3 septembre par une avant-garde blindée britannique en provenance de Seclin, qui s'engagera ensuite vers Tournai par la route nationale dans le but de libérer le port d'Anvers.
En 1944, Henri Gilleron, curé d'Ascq depuis 1936, est assassiné
Le 29 juin 1947, le général de Gaulle se rend sur les lieux du massacre d'Ascq. Il est reçu par le conseil municipal et Isidore Hofman, le maire du village. Le 13 juillet 1947, Vincent Auriol, président de la République, pose la première pierre du monument des fusillés. Il est accompagné d'un dispensaire, à la demande des veuves. L'ensemble est construit par les architectes Luc et Xavier Arsène-Henry, et inauguré en 1955. En 1949, la commune d'Ascq reçoit une décoration : la croix de guerre 1939-1945 et en 1952, la commune reçoit la Légion d'honneur. En 1964, une délégation chrétienne d'Ascq est reçue à Rome par le pape Paul VI.

#### Seconde moitié duXXesiècle
En 1957, l'Institut médico-éducatif Albertine-Lelandais est créé à Ascq, il s'agit du premier établissement des Papillons Blancs de Lille. Dans les années 1950, les jeunes filles souffrant d'un handicap mental sont prises en charge par les sœurs franciscaines et Sœur Marie-Madeleine crée le foyer de vie Les Lauriers rue Gaston Baratte.
Après la guerre, le bourg encore sous le choc du massacre continue de se transformer, et sur ses champs et surtout ceux d'Annappes apparaît la cité scientifique en 1964. Les terres étant très fertiles, beaucoup de paysans de la région sont indignés.
En 1969, la municipalité organise le 25e anniversaire du massacre, en présence de nombreuses personnalités dont le ministre François-Xavier Ortoli et le cardinal Liénart.
Le 4 février 1970, lors d'une conférence de presse, les mairies d'Annapes, d'Ascq et de Flers-lez-Lille annoncent que leurs communes vont fusionner pour donner « Villeneuve-en-Flandre ». Le 20 février, les conseils municipaux acceptent mais retiennent le nom de « Villeneuve-d'Ascq » en mémoire du massacre d'Ascq. La ratification a lieu cinq jours plus tard. Le 25 février 1970, le décret de création de la commune de Villeneuve-d'Ascq est publié, et Ascq n'est plus que le plus célèbre quartier de la ville. Ascq comptait alors 4 000 habitants.
En 1979, le stade d'Ascq est construit.
En 1983, le Tertre des Massacrés est visité par François Mitterrand, président de la République. En 1984, le musée du Souvenir des victimes d'Ascq, créé par Jean-Marie Mocq et Gérard Chrétien, fils de massacré, est inauguré par Pierre Mauroy, Premier ministre.
En 1994, pour les 50 ans du massacre d'Ascq, des commémorations importantes sont organisées.
En 1999, la brasserie artisanale Moulins d'Ascq ouvre route de Sainghin.

### XXIesiècle

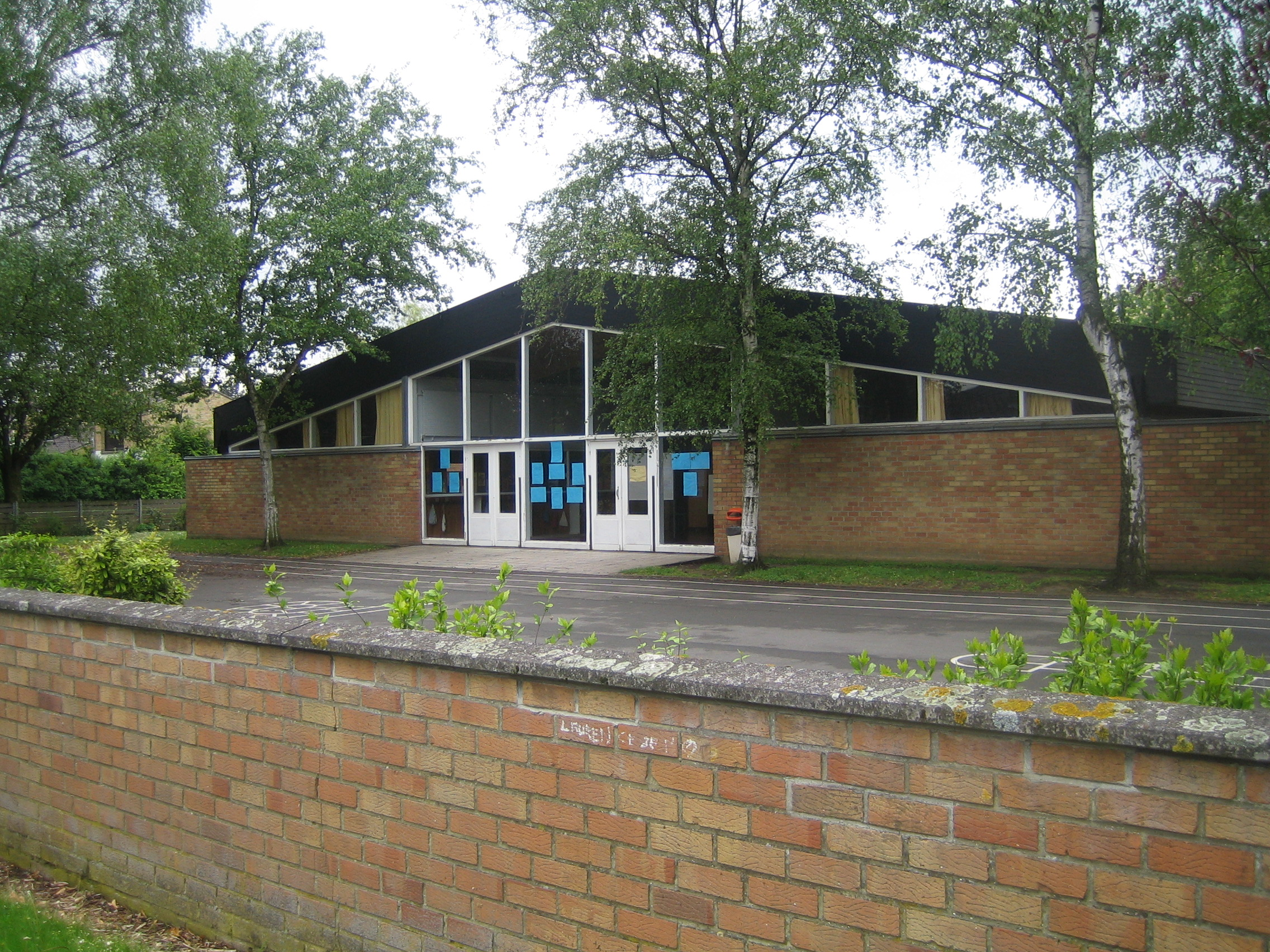
École Léonard-de-Vinci, en 2006.

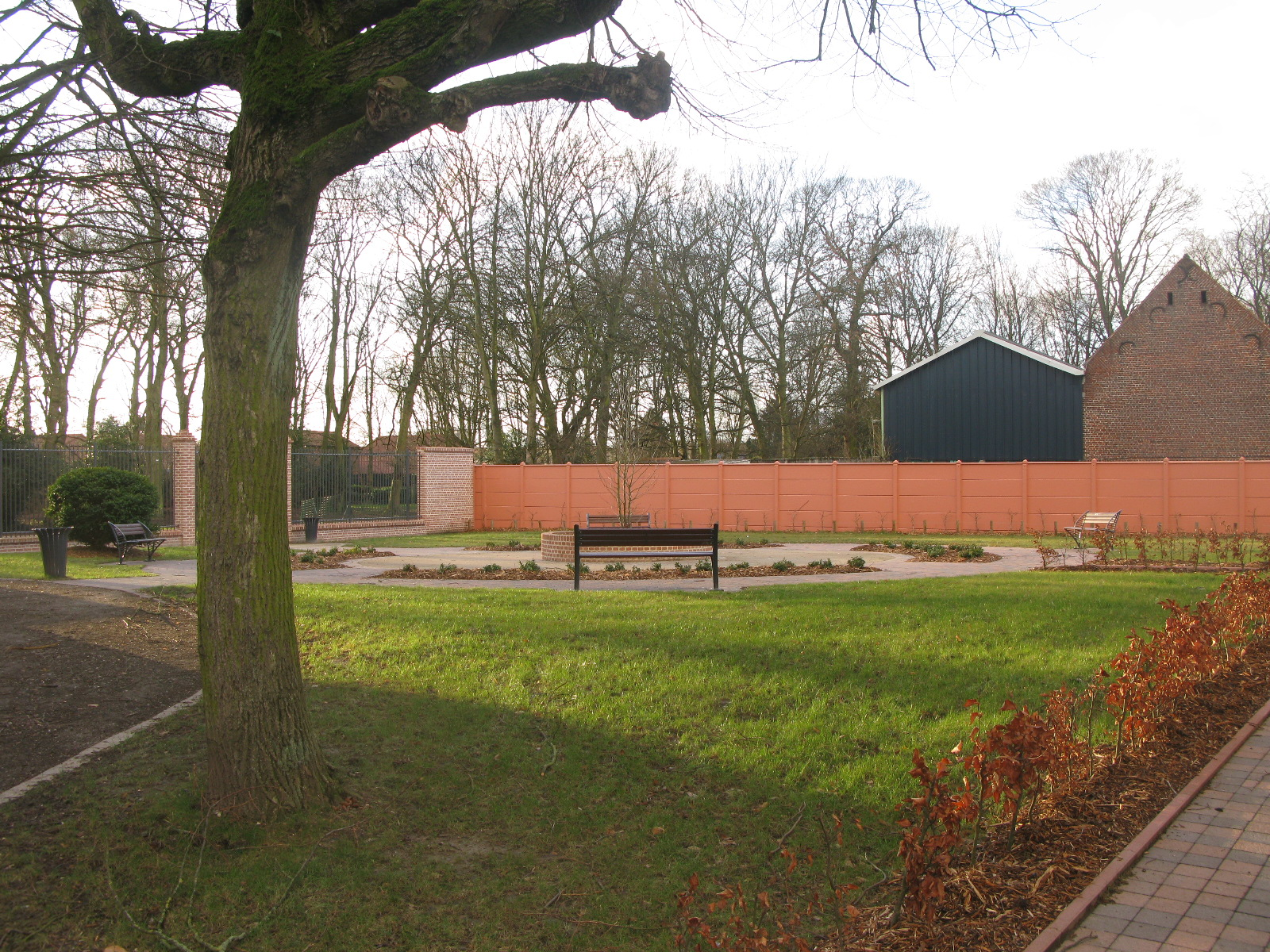
Le nouveau square V. Guermonprez.

En 2002, le territoire du village a été amputé dans sa partie sud pour créer le nouveau quartier de la Haute Borne.
En 2005, inauguration du nouveau musée commémoratif : le mémorial Ascq 1944.
En juillet 2007, l'école Léonard de Vinci du Moulin d'Ascq a fermé. Elle n'avait plus qu'une seule classe qui n'accueillait plus que 21 élèves d'âges et de niveaux différents.
En novembre 2010, la section des Anciens combattants d'Ascq, reconnue le 20 octobre 1923, portant le numéro 1285 et ne contenant plus que 20 membres, a décidé de fusionner avec celle d'Annappes.
En 2011, le mur du presbytère est détruit et la place de l'église est agrandie pour créer le square Valentine-Guermonprez, du nom d'une des veuves du Massacre d'Ascq.

## Démographie
Évolution démographique
| 1449 | 1498 | 1505 | 1793  | 1800  | 1806  | 1821  | 1831  | 1836  |
| ---- | ---- | ---- | ----- | ----- | ----- | ----- | ----- | ----- |
| 99   | 600  | 650  | 1 020 | 1 220 | 1 112 | 1 344 | 1 536 | 1 628 |

| 1841  | 1846  | 1851  | 1856  | 1861  | 1866  | 1872  | 1876  | 1881  |
| ----- | ----- | ----- | ----- | ----- | ----- | ----- | ----- | ----- |
| 1 729 | 1 771 | 1 790 | 1 904 | 2 030 | 2 186 | 2 289 | 2 336 | 2 409 |

| 1886  | 1891  | 1896  | 1901  | 1906  | 1911  | 1921  | 1926  | 1931  |
| ----- | ----- | ----- | ----- | ----- | ----- | ----- | ----- | ----- |
| 2 457 | 2 440 | 2 450 | 2 553 | 2 671 | 2 813 | 2 756 | 2 981 | 3 215 |

| 1936  | 1946  | 1954  | 1962  | 1968  | 1975 | 1982 | 1990 | 1999 |
| ----- | ----- | ----- | ----- | ----- | ---- | ---- | ---- | ---- |
| 3 282 | 3 485 | 3 605 | 3 986 | 3 999 | -    | -    | -    | -    |

## Patrimoine et sites remarquables
Les principaux monuments remarquables à Ascq sont l'église Saint-Pierre-en-Antioche d'Ascq (XIXe siècle, basée sur un bâtiment du XVe siècle) ; la gare d'Ascq (XIXe siècle) et la poste qui lui fait face ; la Mairie d'Ascq (XXe siècle) ; le Château Claeys (XXe siècle) ; l'ancien carmel, rue Masséna (XXe siècle).

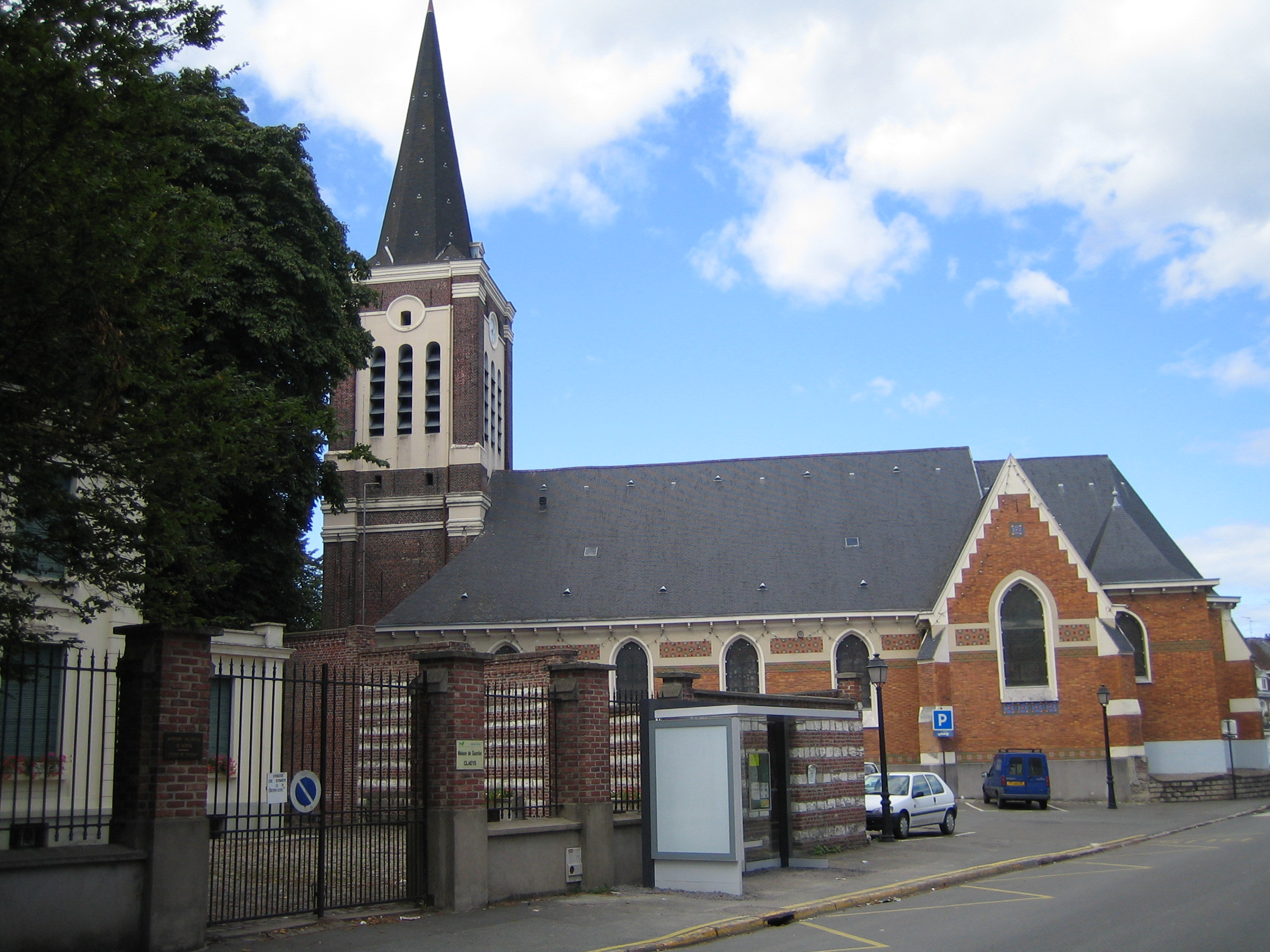
Église Saint-Pierre-en-Antioche d'Ascq
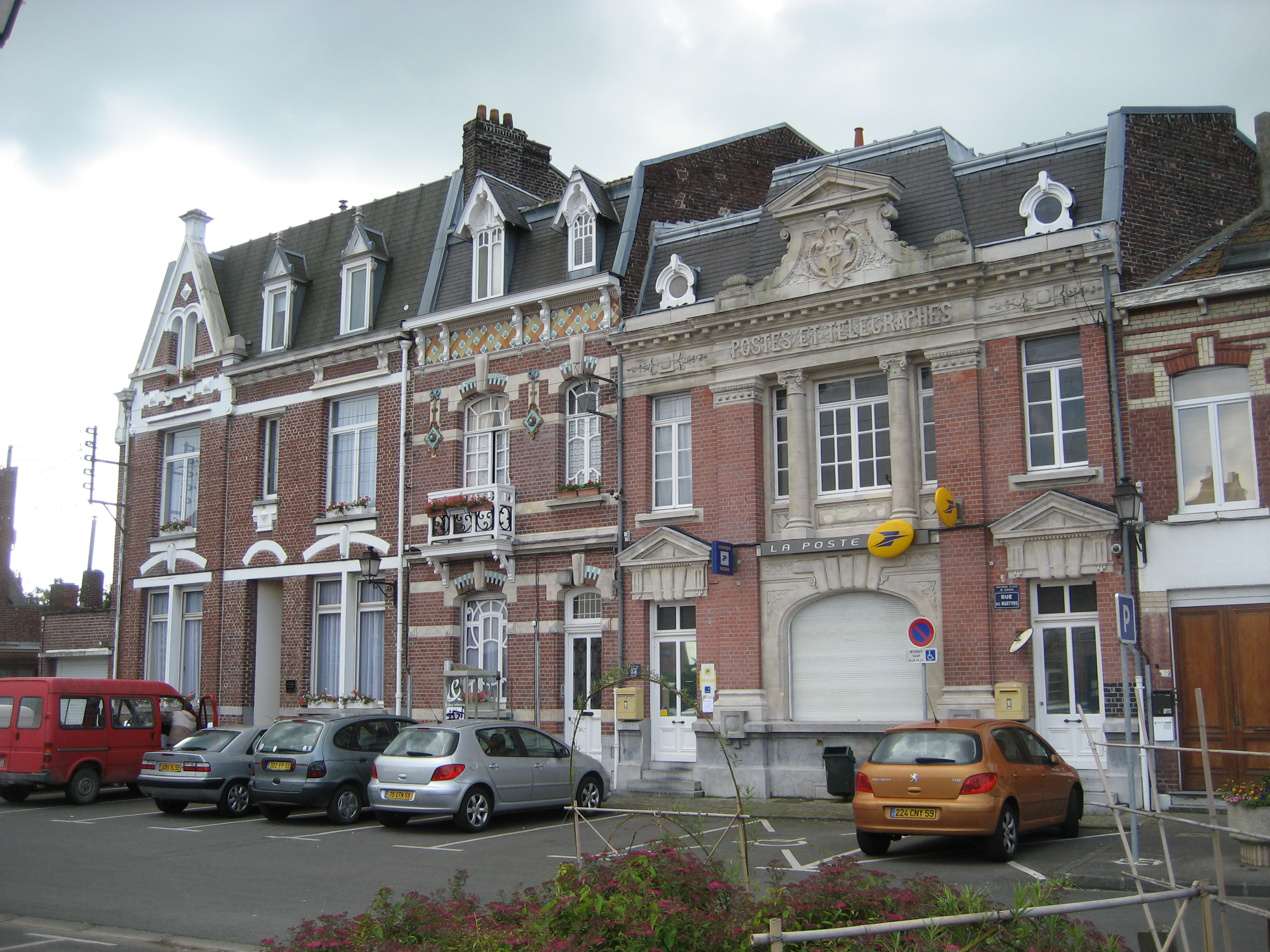
Poste et place de la gare
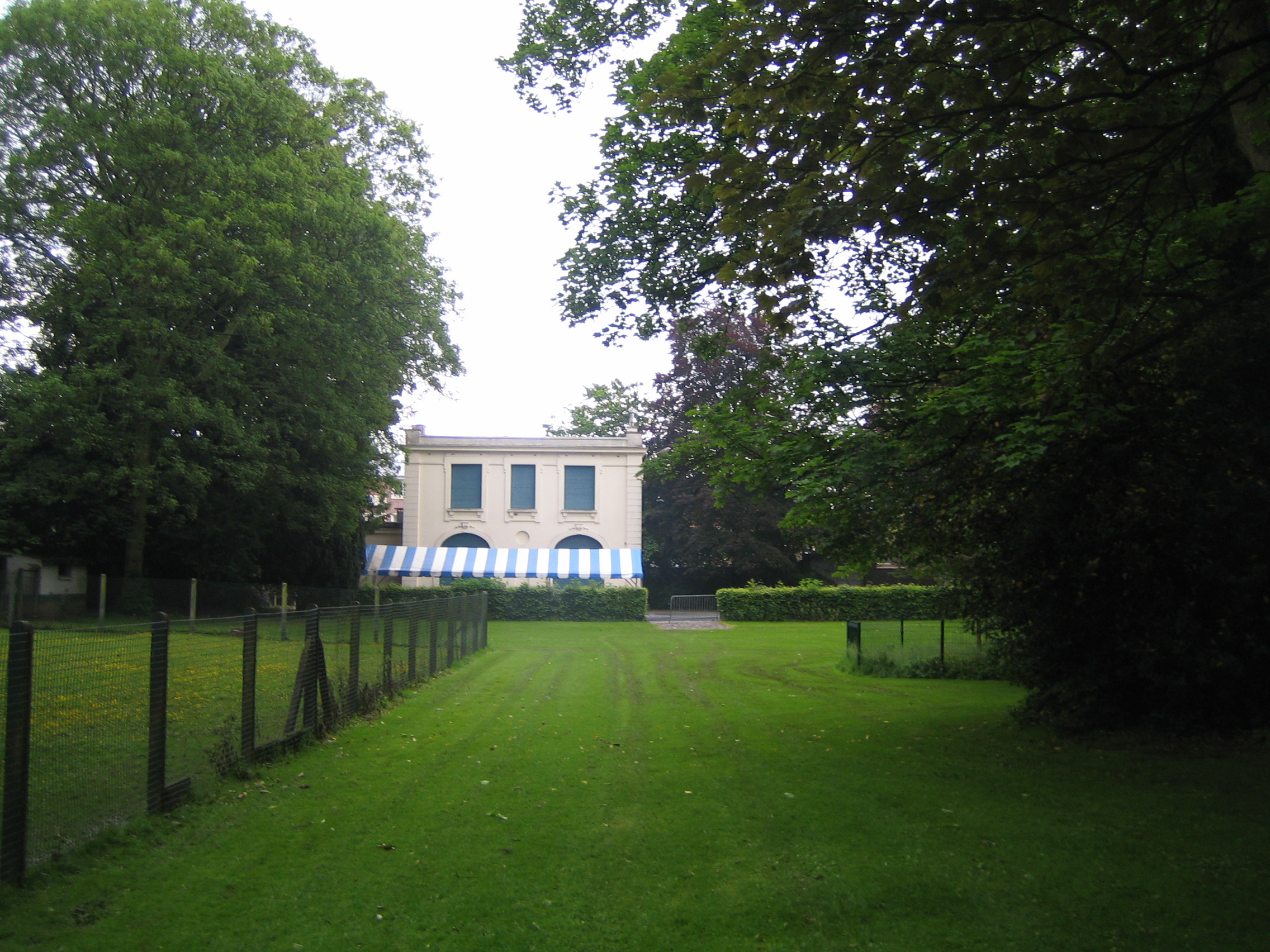
Château Claeys
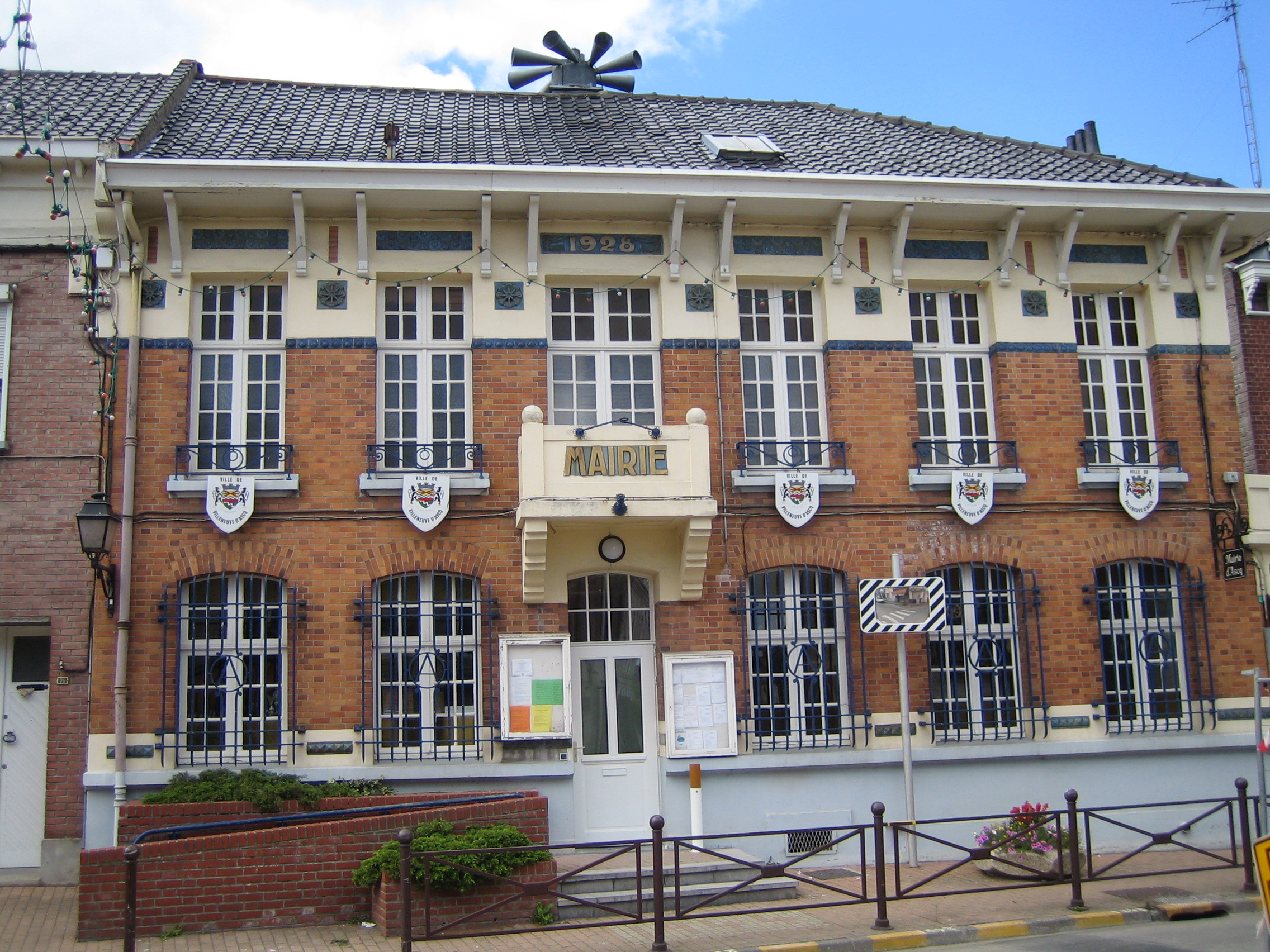
Mairie d'Ascq

De nombreux sites commémorent les deux guerres mondiales : ce sont le Tertre des massacrés, le mémorial Ascq 1944, le cimetière d'Ascq qui abrite des tombes de guerre du Commonwealth ainsi que les corps des victimes du massacre d'Ascq, un monument sur la place de l'église ainsi que certains noms de rue, comme la Rue des Martyrs.

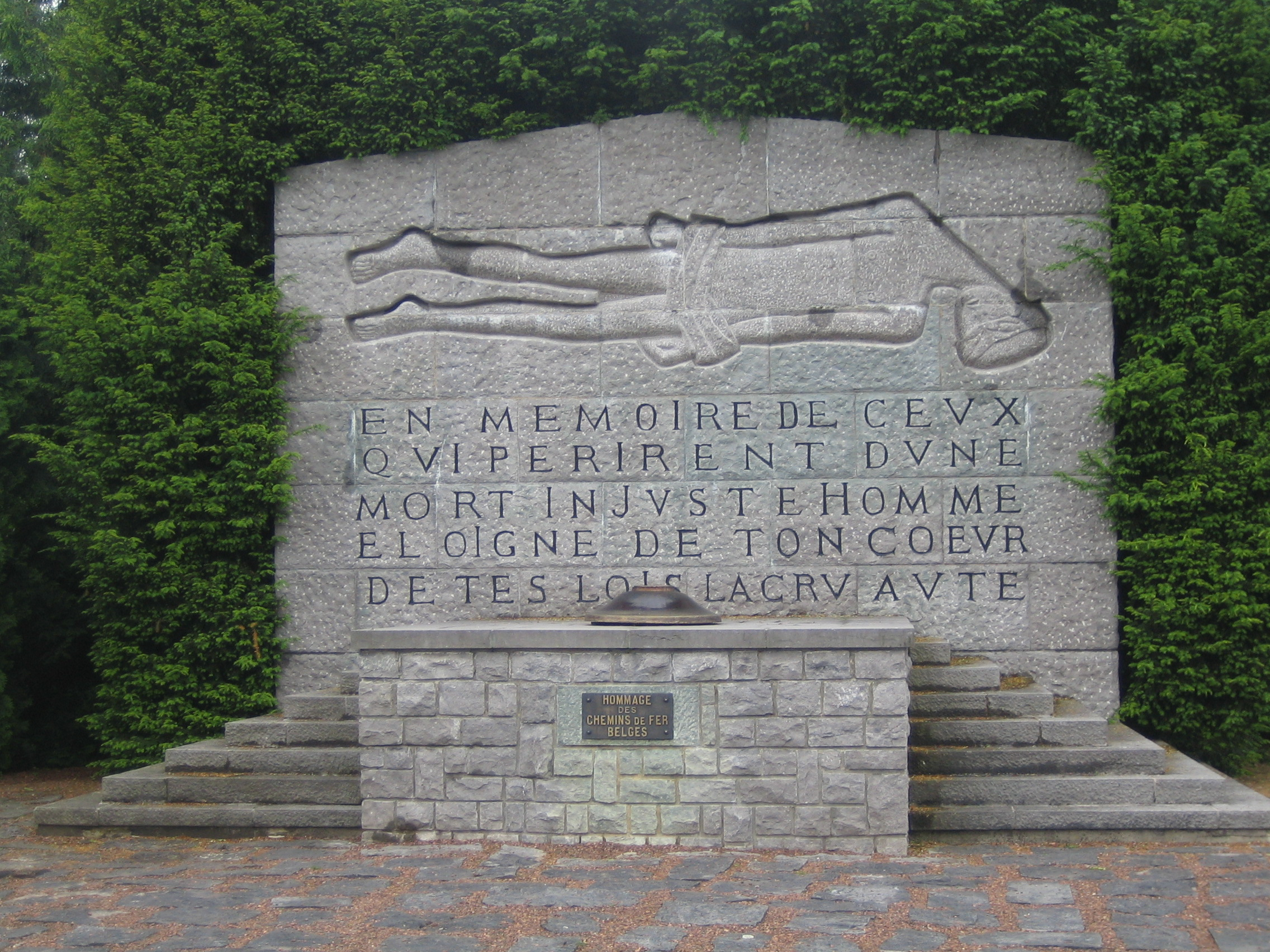
Tertre des massacrés
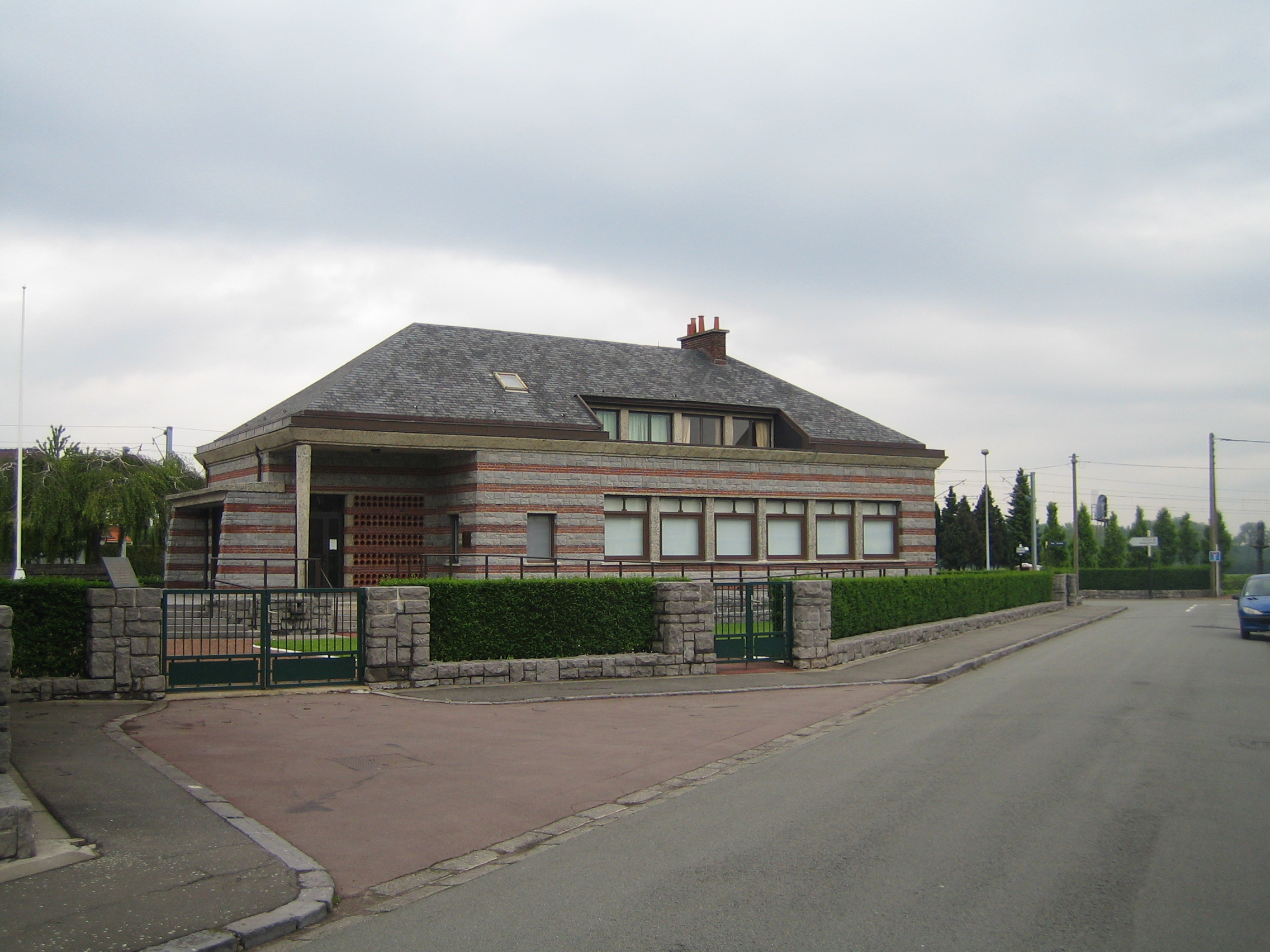
mémorial Ascq 1944
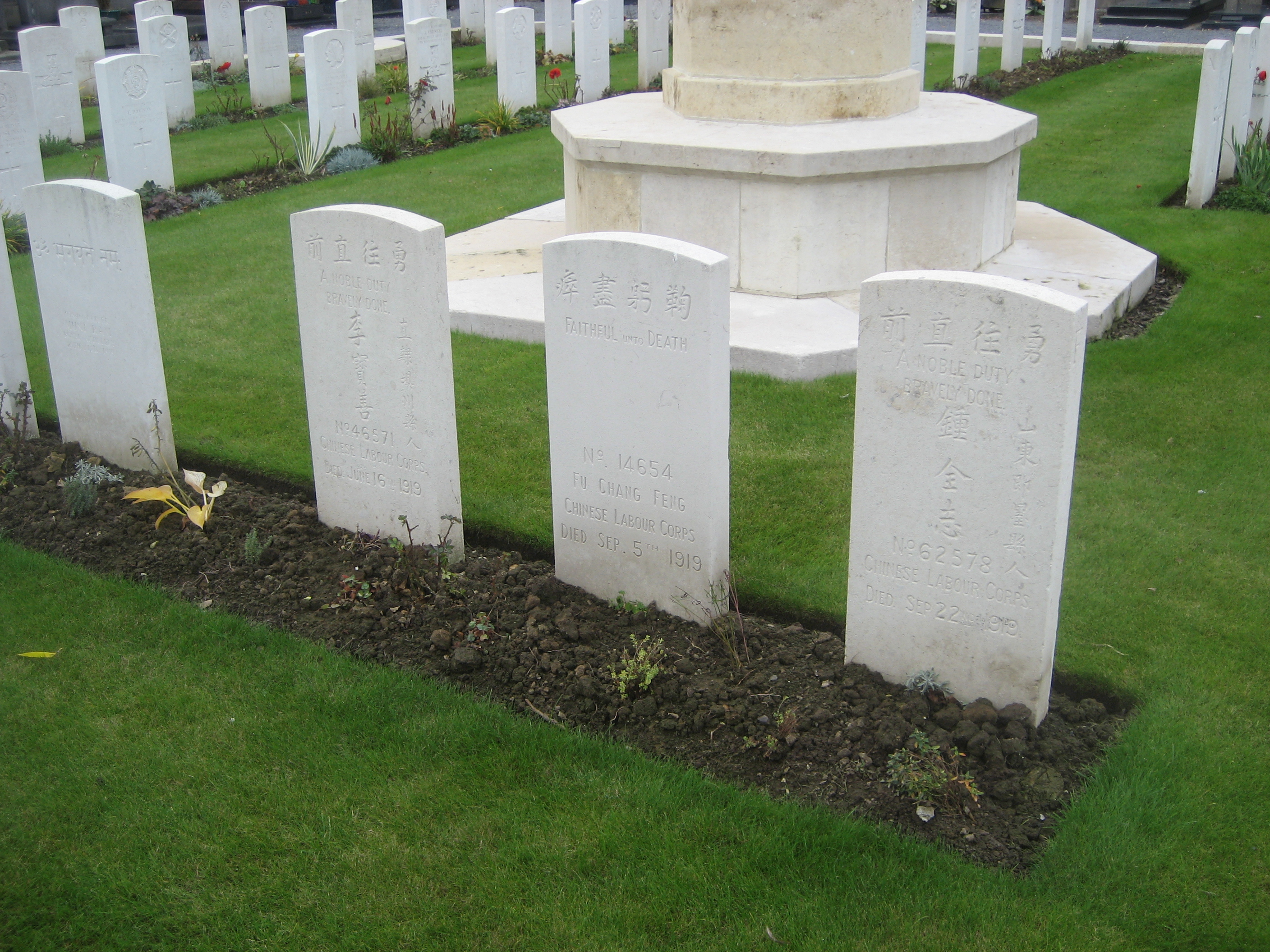
Tombes de guerre du Commonwealth, cimetière d'Ascq

En plus des industries (minoteries, distillerie), d'autres bâtiments remarquables sont le Château d'eau d'Ascq (XXe siècle) qui se remarque de loin, la ferme du Grand Ruage ou le collège Arthur Rimbaud. De nombreuses maisons ont un style architectural intéressant, telles les maisons des années 1930 de style balnéaire rue Kléber, les villas rue du Docteur Roux ou les manoirs à l'angle de la rue des Fusillés.

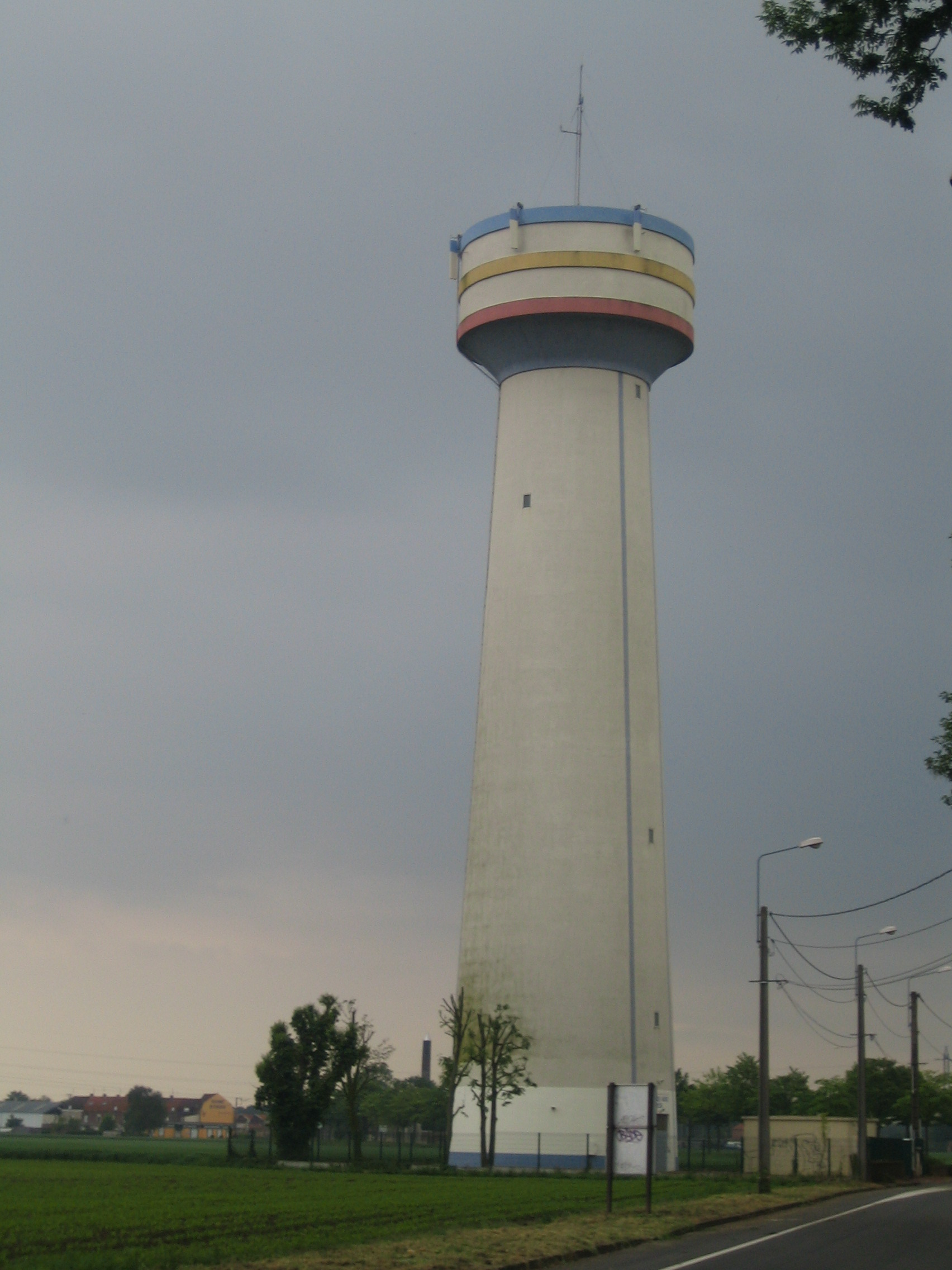
Le Château d'eau d'Ascq.

Au milieu du XXe siècle, Ascq possédait un cinéma, Le Rex, situé salle Potié, place de l’Église,.

## Industries et entreprises
Ascq possédait dans la première moitié du XXe siècle plusieurs petites structures industrielles : l'atelier textile Baratte, la fabrique de jouets Rouneau, la chocolaterie Bouquet d'Or, l'atelier de construction mécanique Beaucamp, la chaudronnerie Boët, la distillerie Beirnaert-Droulers repérable à sa cheminée en briques,.

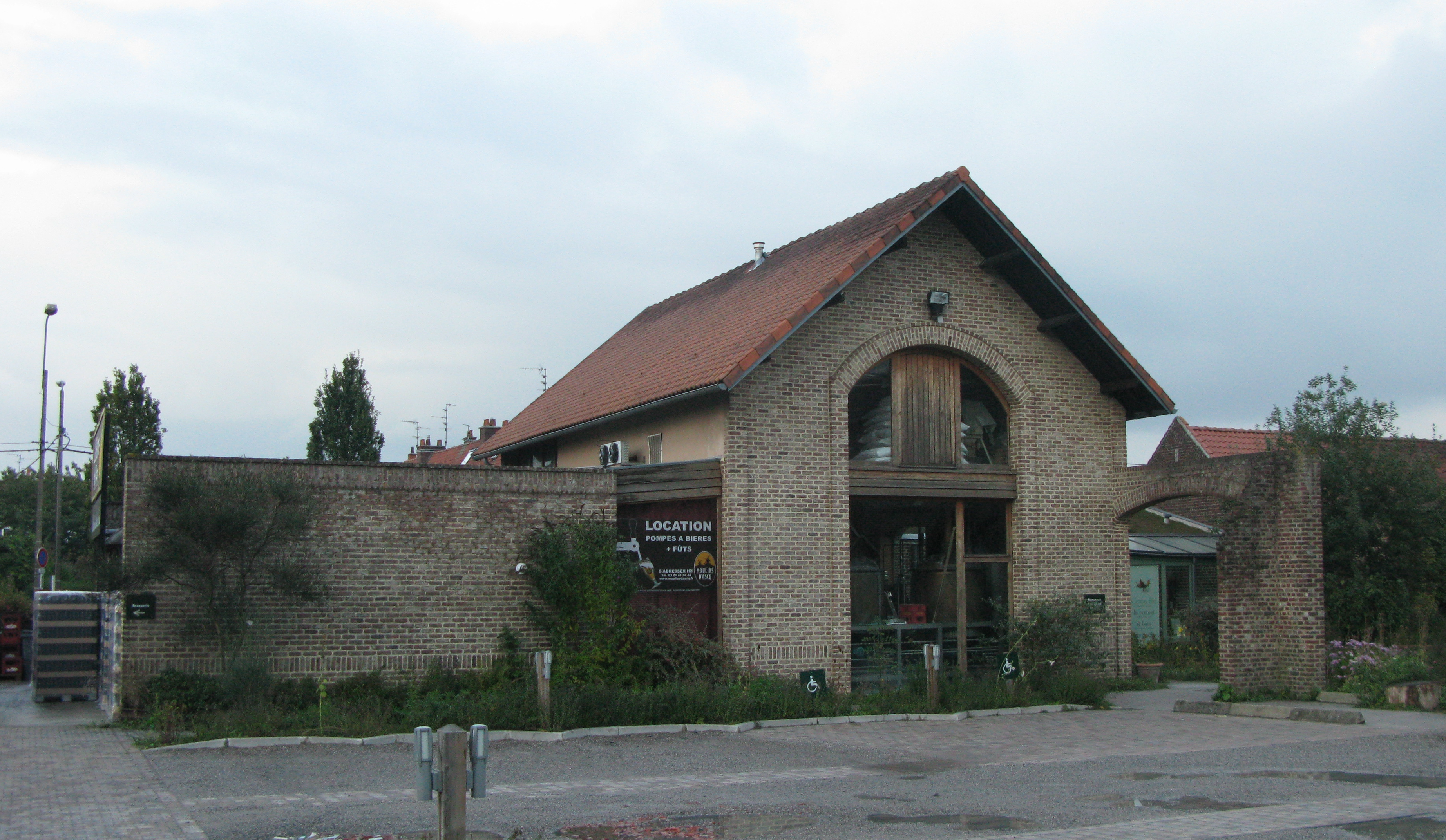
Brasserie Moulins d'Ascq
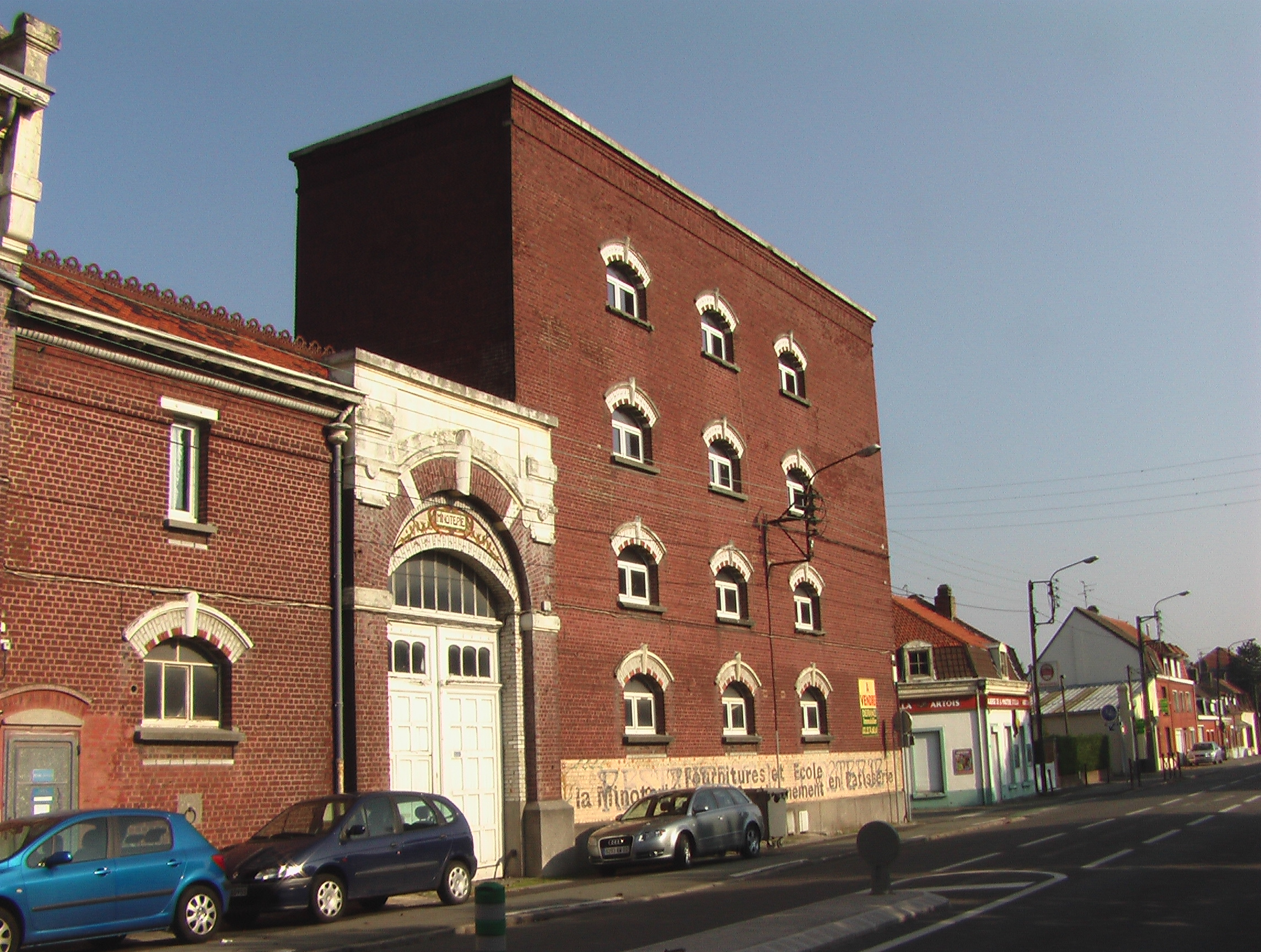
La minoterie de la rue des Fusillés
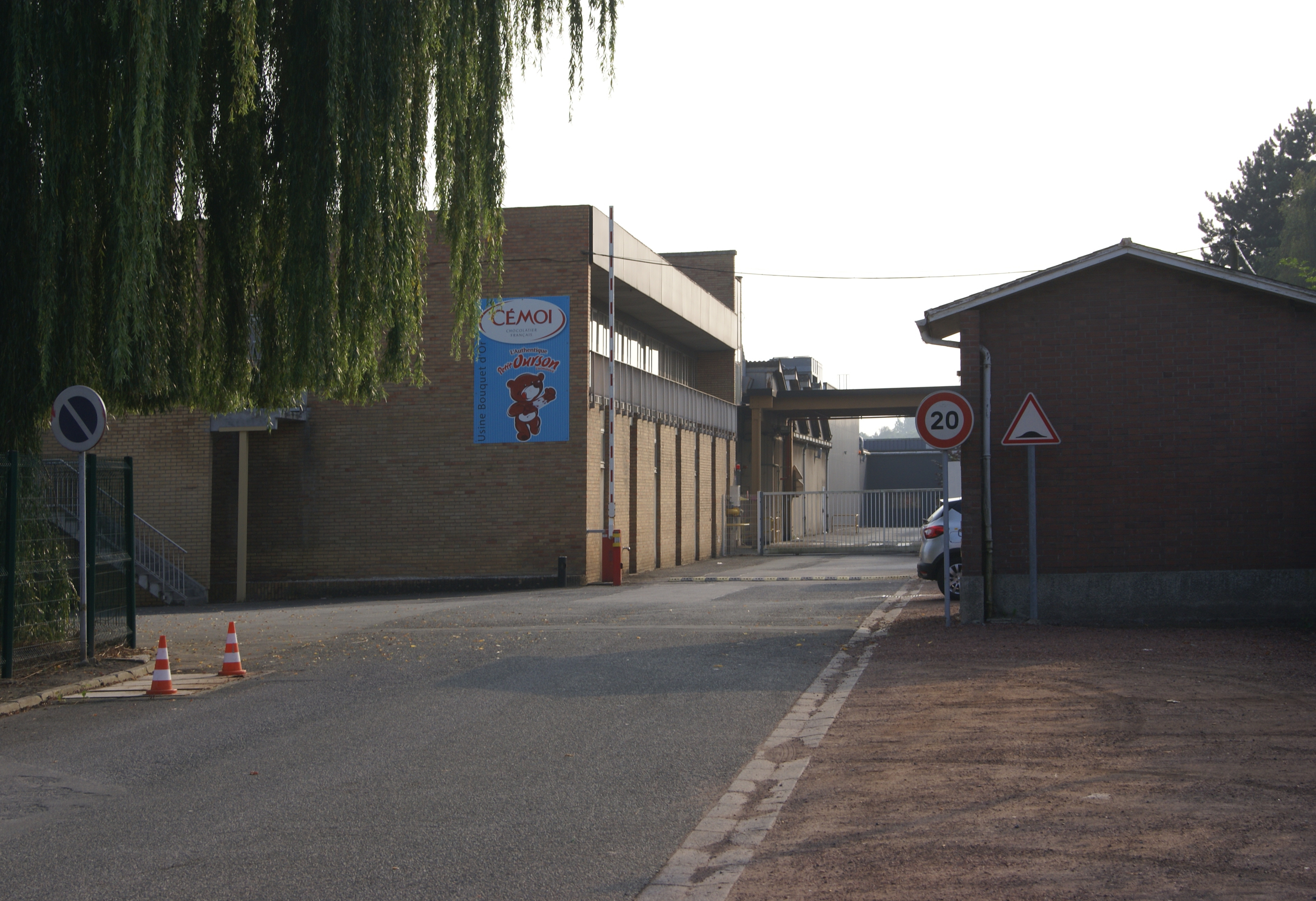
Usine Bouquet d'Or
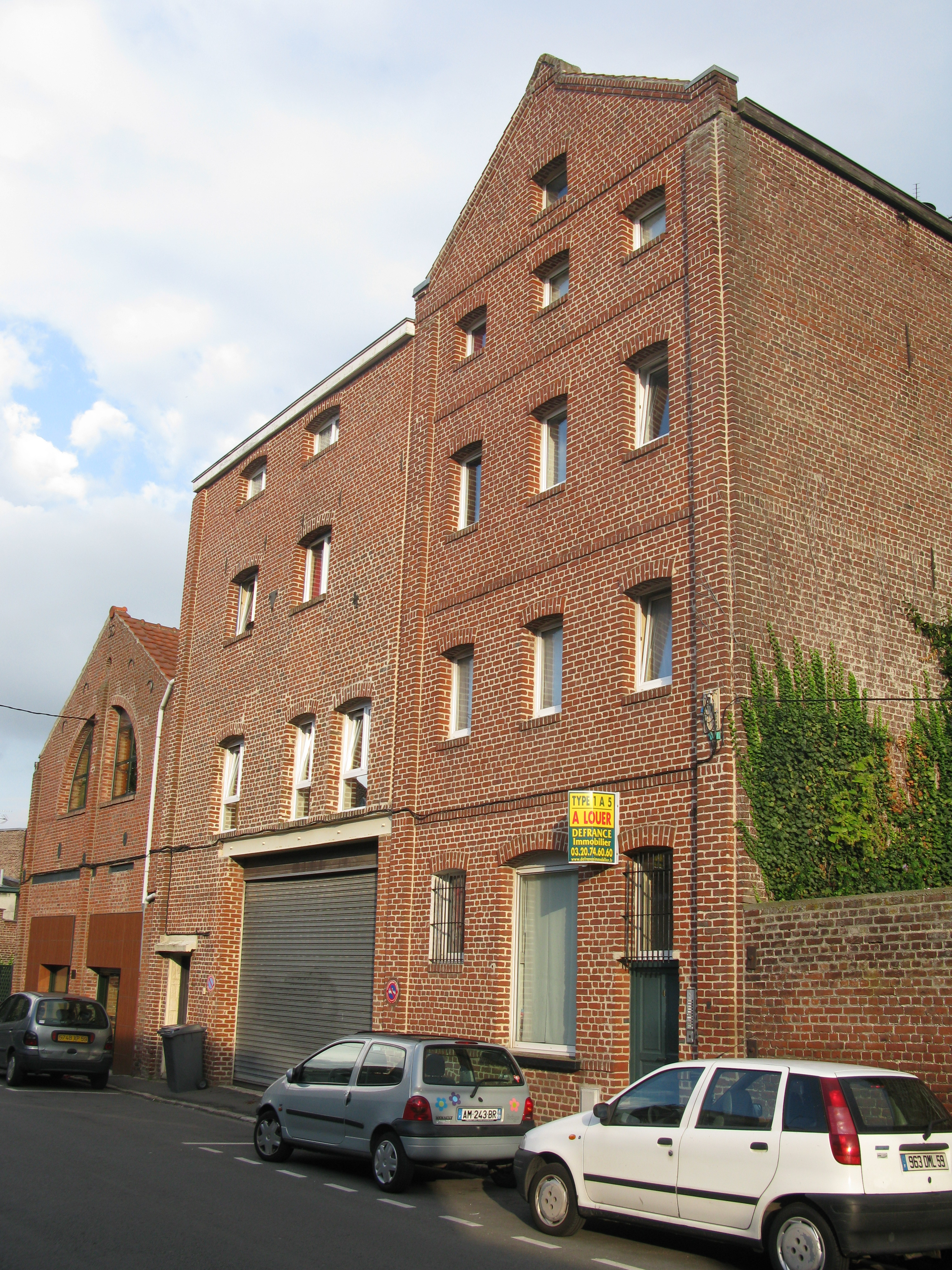
La minoterie rue Gaston Baratte

On peut toujours voir aujourd'hui la distillerie transformée en parc d'entreprises, les anciennes minoteries dont celle rue Baratte occupée par la suite par la fabrique de charpentes métalliques Delta et l'entreprise paysagiste Soreve et transformée au début des années 2000 en logements, ainsi que la chocolaterie Bouquet d'Or toujours en activité.
Ascq accueille aussi depuis 1999 la brasserie artisanale Moulins d'Ascq. Un fromage de lait pasteurisé de vache, appelé L'Ascq de coeur, affiné à la bière Moulins d'Ascq, est produit par le fromager Benjamin Gautier depuis 2020,.

## Administration et politique

### Découpage administratif
Avant la ville nouvelle, Ascq faisait administrativement partie du canton de Lannoy. Il fait aujourd'hui partie du canton de Villeneuve-d'Ascq-Sud.

### Tendances électorales
Quatre bureaux électoraux sont situés à Ascq.
Lors du 2e tour des élections présidentielles de 2012, François Hollande, avec 50,46 % des suffrages exprimés, a très légèrement devancé Nicolas Sarkozy à Ascq. Lors du 2e tour des élections législatives de 2012, la candidate socialiste, opposé à une candidate UMP, a obtenu 54,14 % des suffrages exprimés.

### Maires
Jusque 1789, Ascq possédait un bailli (notaire royal et greffier).
| Période                                  | Période   | Identité                                      | Étiquette | Qualité |
| ---------------------------------------- | --------- | --------------------------------------------- | --------- | ------- |
| janvier 1790                             |           | Charles Renard                                |           |         |
| 1792                                     | 1797      | Isidore Joseph Dupire                         |           |         |
| 1797                                     | 1802-1803 | Charles Louis Joseph Desquiens                |           |         |
|                                          |           | Clotaire Armand Joseph Desquiens              |           |         |
| 1802                                     | 1806      | Louis Joseph Duquesne                         |           |         |
| 1806                                     | 1808      | Jean-Baptiste Joseph Sainleger                |           |         |
| 1808                                     |           | Pierre Jérôme Desquiens                       |           |         |
| 1816                                     | 1840      | Célestin Joseph Reuflet                       |           | notaire |
| 1840                                     | 1856      | Lucien Pille,                                 |           |         |
| 1856                                     |           | Joseph Reuflet                                |           |         |
| 1870                                     |           | Alphonse Renard                               |           |         |
| 1881                                     |           | Lamblin                                       |           |         |
| 1886                                     | 1904      | Clotaire Desquiens-Chuffart,                  |           | fermier |
| 1904                                     | 1914      | Charles Delebarre-Deledalle,                  |           | médecin |
| 1914                                     | 1919      | Jean-Baptiste Vincent,                        |           |         |
| 1919                                     | 1934      | Victor Fourmestraux-Guermonprez               |           |         |
| 1934                                     | 1945      | Georges Louis Archange Delebart-Desmarescaux, |           |         |
| 1945                                     | 1947      | Isidore Hofman                                |           |         |
|                                          | 1970      | Jean Delattre                                 |           |         |
| Les données manquantes sont à compléter. |           |                                               |           |         |

### Distinctions
À la suite du massacre d'Ascq, la commune d'Ascq a été décorée de la Croix de guerre 1939-1945 et de la Légion d'honneur.

## Célèbres résidents
- L'ensemble des seigneurs de Roques, seigneurs d'Ascq du XIIIe siècle au XVIIIe siècle, soit les familles de Roques, de la Cauchie, de Voogt, Jacobs, Bady et de Sainte-Aldegonde[6].
- L'ensemble des seigneurs de la Motte du XIVe siècle au XVIIIe siècle, fief ascquois dépendant de la Seigneurie de Roques, soit les familles Du Metz, de Louvignies, Deliot, Le Vasseur, de Fourmestraux, de la Vichte, d'Hangouard[6].
- Jean Le Preud'homme, seigneur de l'Anglée et d'Halluin à Ascq en 1261[3].
- Wuaflart de la Croix, chevalier brigand de la guerre de Cent Ans.
- Jacobs d'Hailly, gentilhomme lillois, seigneur d'Ascq, XVI/XVIIe siècle.
- Michel Alexandre Lefebvre-Delattre (1702-1762), écuyer, est un des derniers seigneurs d'Ascq. Fils de Charles François, écuyer, seigneur de la Fresnoye, bourgeois de Lille et de Marie Jeanne d'Hespel, il nait à Lille en avril 1707 (baptisé le 5 avril 1707), devient bourgeois de Lille le 14 décembre 1733, seigneur d'Hollenain, receveur de l'hôpital Stappert (orphelinat pour jeunes filles) et meurt à Lille le 26 janvier 1762. Il épouse à Lille le 14 juin 1733 Marie Pélagie Joseph Hespel (même nom de famille que la mère de l'époux) (1711-1781), fille de Jean Baptiste et de Marie Isabelle Hyacinte Bridoul. Elle nait à Lille en juin 1711 (baptisée le 30 juin 1711) et meurt à Lille le 1er février 1781, à 69 ans[68].
- Obin, artiste de théâtre et d'opéra né à Ascq le 4 août 1822[69].
- Urbain Leclerc, militaire et commandant de la garde nationale, décoré de l'ordre impérial de la légion d'honneur (décret du 28 décembre 1869)[28].
- Gaston Baratte, fondateur de l'US Ascq, dirigeant d'un tissage, résistant, fusillé d'Ascq en 1944.
- Pierre Delebart, curé, auteur de l’Essai de l'histoire d'Ascq et des environs en 1952.
- Les 86 massacrés et les 6 fusillés d'Ascq.
- Charles Ronsse, résistant mort en déportation à Dachau.
- Hassan Zaoual (1950-2011), économiste, initiateur de la théorie des sites, ancien administrateur fondateur du Réseau Sud-Nord Cultures et Développement et du Réseau Cultures-Europe[70].
- Jean-Marie Mocq (1935-2014), médecin généraliste, maire de Bernieulles, auteur de plusieurs ouvrages sur le massacre d'Ascq, fondateur de la société historique de Villeneuve-d'Ascq et du Mélantois, ancien conseiller municipal, médaillé d'honneur et citoyen d'honneur de la ville Villeneuve-d'Ascq, membre de la commission historique départementale et membre correspondant de la commission départementale d'histoire et d'archéologie du Pas-de-Calais, chevalier de l'œuvre humanitaire, titulaire de la médaille de la ville de Verdun, membre correspondant de l'Académie des sciences, lettres et arts d'Arras[71],[72].
- Hélène Hardy (1952), femme politique française, ascquoise.
- Vincent Leys (196?-), prothésiste dentaire, octuple vainqueur de la Coupe aéronautique Gordon Bennett, Ascquois[73].
- Alassane Pléa (né en 1993), footballeur qui a joué à l'US Ascq.

## Curiosités

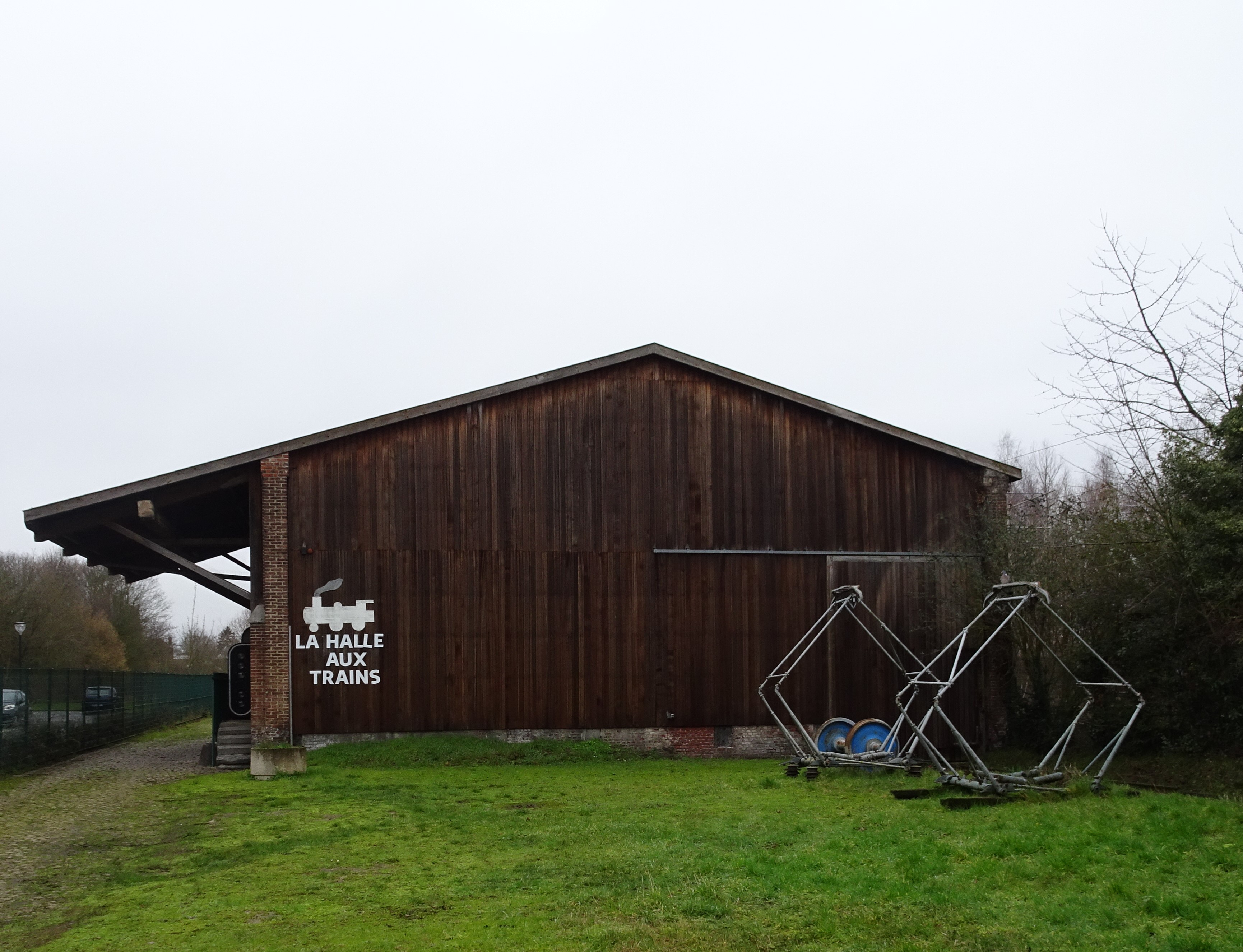
Halle aux trains d'Ascq

La halle aux Trains: un écomusée qui expose diverses pièces de l’univers du cheminot, pupitres de conduite, outillages, matériel SNCF, une locomotive à vapeur141 TC 51, sortie en 1932 des ateliers d’Hellemmes et une BB 12004 électrique conçue entre 1954 et 1961 
L'église d'Ascq s'appelle Saint-Pierre-en-Antioche, ce qui amène souvent une confusion avec l'église Saint-Pierre de Flers-Bourg, située dans la même ville.
Chaque dimanche des rameaux depuis 1945 sans exception, le souvenir du massacre est célébré à Ascq. Une double commémoration a lieu tous les cinq ans avec une marche aux flambeaux.
La rue des Fusillés, à l'ouest du village, fut jusqu'à l'ouverture de l'autoroute, la route amenant à Lille les hommes et les marchandises de Bruxelles et de Liège.

## Santé

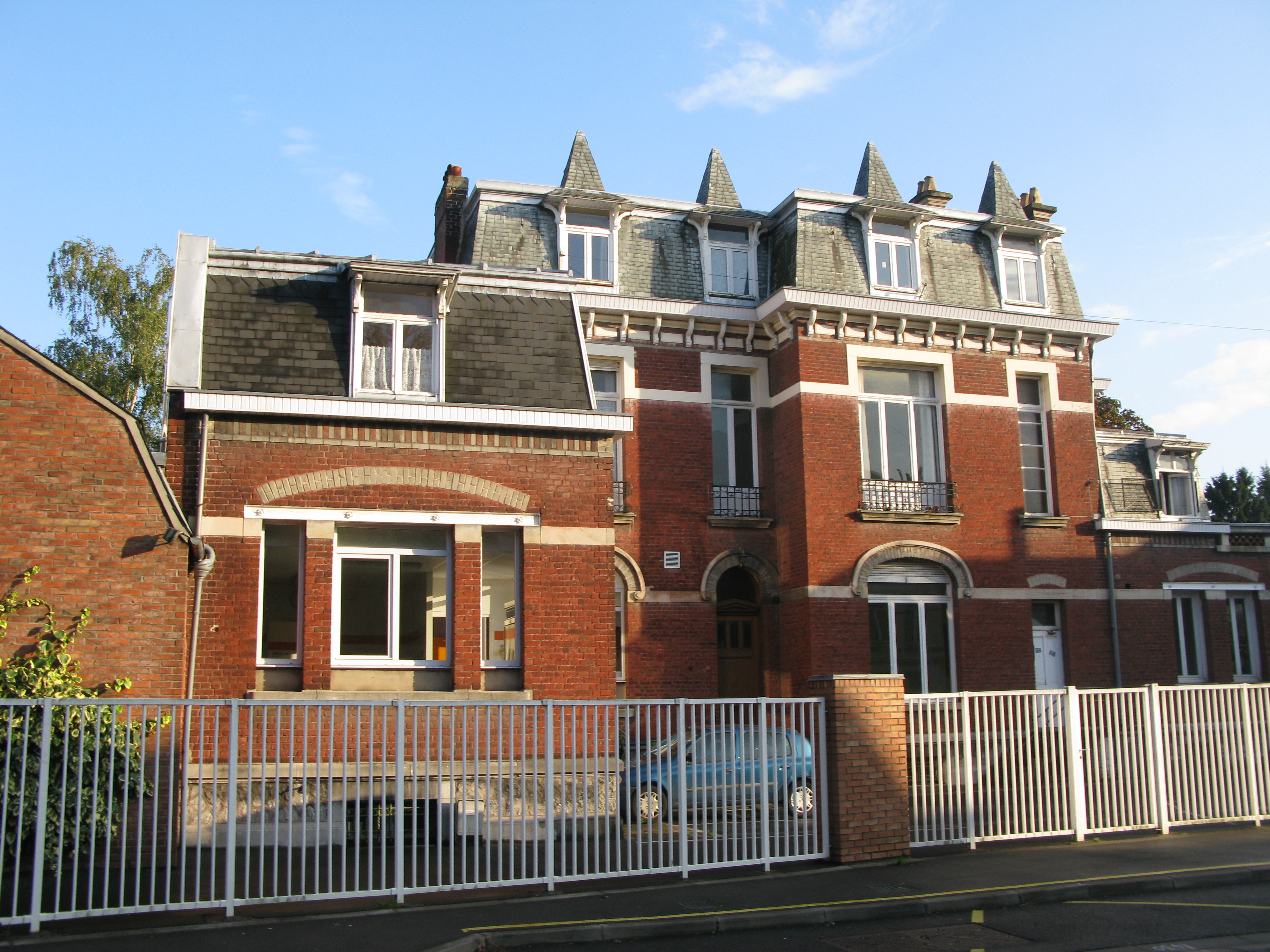
IMP, 60 rue Gaston Baratte.

Ascq accueille de nombreuses structures pour aider les déficients mentaux. Les Papillons Blancs gèrent ainsi plusieurs établissements dans le quartier d'Ascq : l'Institut médico-éducatif Albertine Lelandais (rue Gaston Baratte) qui accueille des enfants polyhandicapés et des enfants atteints de déficience intellectuelle, l'Institut médico-professionnel du Chemin Vert (rue du Chemin Vert) où des adolescents suivent un apprentissage professionnel, ainsi que les foyers Clos du Chemin Vert (rue Renoir) et La Source (rue Gaston Baratte). En outre, on trouve également le foyer de vie Les Lauriers (rue Gaston Baratte), qui accueille des adultes en situation de handicap ou de déficience intellectuelle.

## Culture et sport
Au début du XXe siècle, les activités populaires au village sont, outre la bourle et le football, le lancer de fléchettes dans les estaminets et les combats de coqs.

### Ascq dans la culture
Le poète Louis Aragon a écrit quelques vers en 1954 à propos d'Ascq et du massacre d'Ascq :
Or sur la chaussée de Lille

Soudain se sont tus les chants

Or sur la chaussée de Lille

Ascq a paru dans les champs

Compagnons vous souvient-il

Voici que vous rencontrez

Dès les premiers pas en France

Voici que vous rencontrez

Sur ses pierres de souffrance

Ascq assise au cœur des prés

Les bourreaux qui la marquèrent

Arrêtons-nous un moment

Les bourreaux qui la marquèrent

attendent leur jugement

Maudits soient les gens de guerre
(Louis Aragon,)
Depuis 1856, Ascq possède une philharmonie,et depuis 1933 une harmonie.
Olivier Gilleron et Marcel Uderzo ont publié une bande dessinée : Ascq 39-45 (Le Téméraire, 1994  (ISBN 2-908703-37-8)).

### Bourle

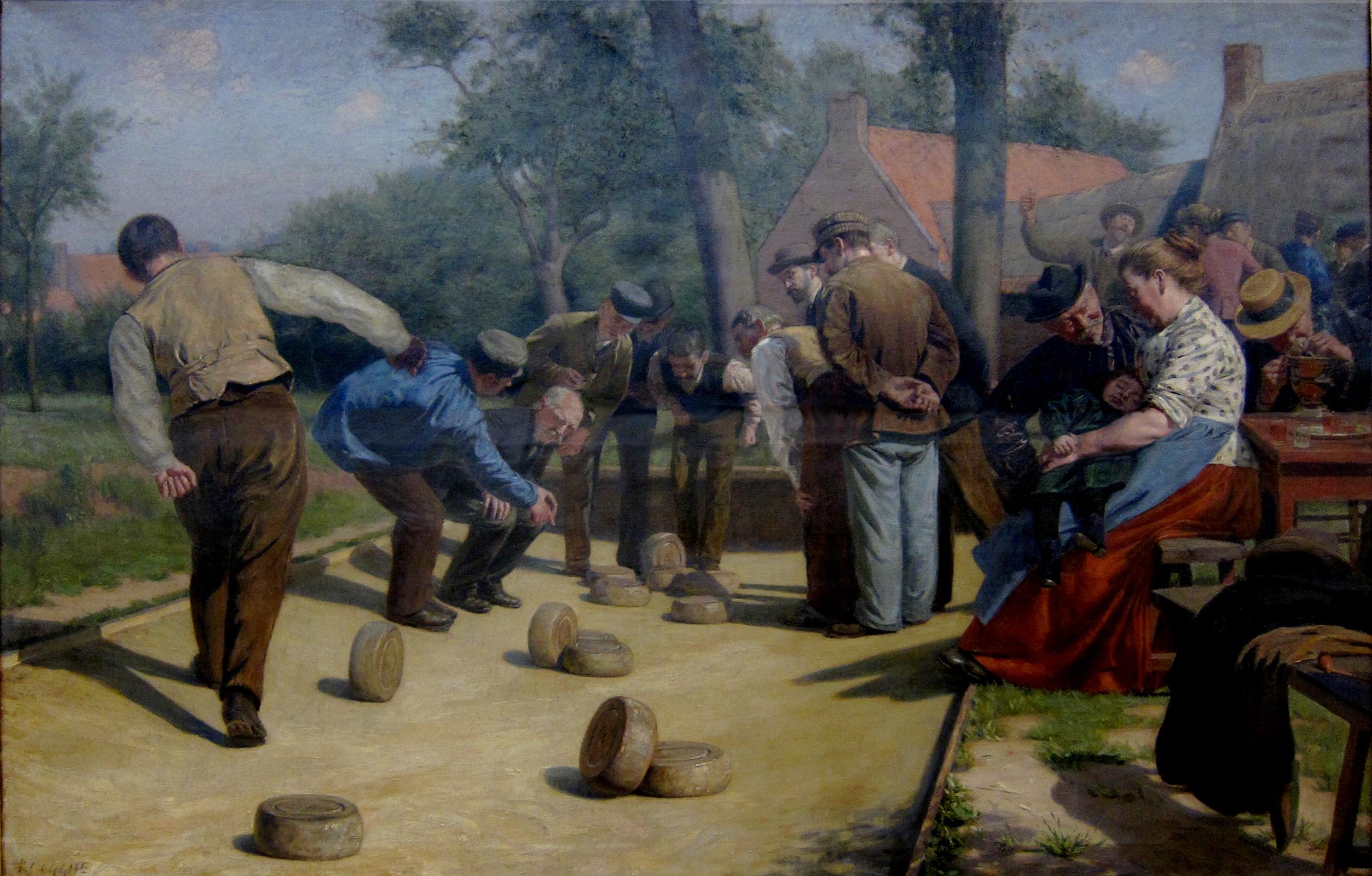
Le jeu de bourles en Flandres de Rémy Cogghe (1911).

Ascq possède une Bourloire, située rue du Docteur-Roux et construite en 1999.

### Football
Ascq possède un club de football, l'Union sportive ascquoise (US Ascq).
Le club a été créé le 2 mai 1929 à l'initiative de Gaston Baratte et s'entraînait initialement sur les terrains de la rue Marceau (aujourd'hui rue Baratte). Le club cesse son activité entre septembre 1939 et fin 1944 à cause de la Seconde Guerre mondiale. En 1945 est inauguré le nouveau stade du club rue Thiers, le stade Gaston-Baratte (le fondateur du club est mort pendant le massacre d'Ascq). En 1969, la première école de football est créée.
L'US Ascq intègre l'Office municipal des sports de Villeneuve-d'Ascq en 1970. Le 24 mai 1979, un nouveau stade Pierre-Beaucamp (du nom du président du club de 1944 à 1956) est inauguré, rue Jean-Delattre, par le maire Gérard Caudron.
Le club compte environ 500 licenciés. Le club a connu quelques « stars », tels qu'Alassane Pléa, Anthony Oyono ou Jérémy Oyono. Les couleurs du club sont le bleu roi et le rouge.
L'US Ascq évolue au sein de la Ligue du Nord-Pas-de-Calais de football, dans le District Flandre, en Promotion d'honneur (équivalent Ligue 8).

#### Palmarès
- 1984-1985 : l'équipe Seniors emporte la coupe des Flandres et accède en Division Régionale.
- 1987-1988 : l'équipe Seniors accède en Promotion Honneur et l'équipe Cadets en Interdistricts.
- 1992-1993 : les Pupilles accèdent en Interdistricts.

## Transport
- Les lignes Lille-Tournai, Lille-Liège et Lille-Orchies de la SNCF et de la SNCB desservent le quartier via la gare d'Ascq.
- Le quartier est desservi par les lignes de bus 13, 66, 72 et 73 du réseau Ilévia.

## Faune et flore

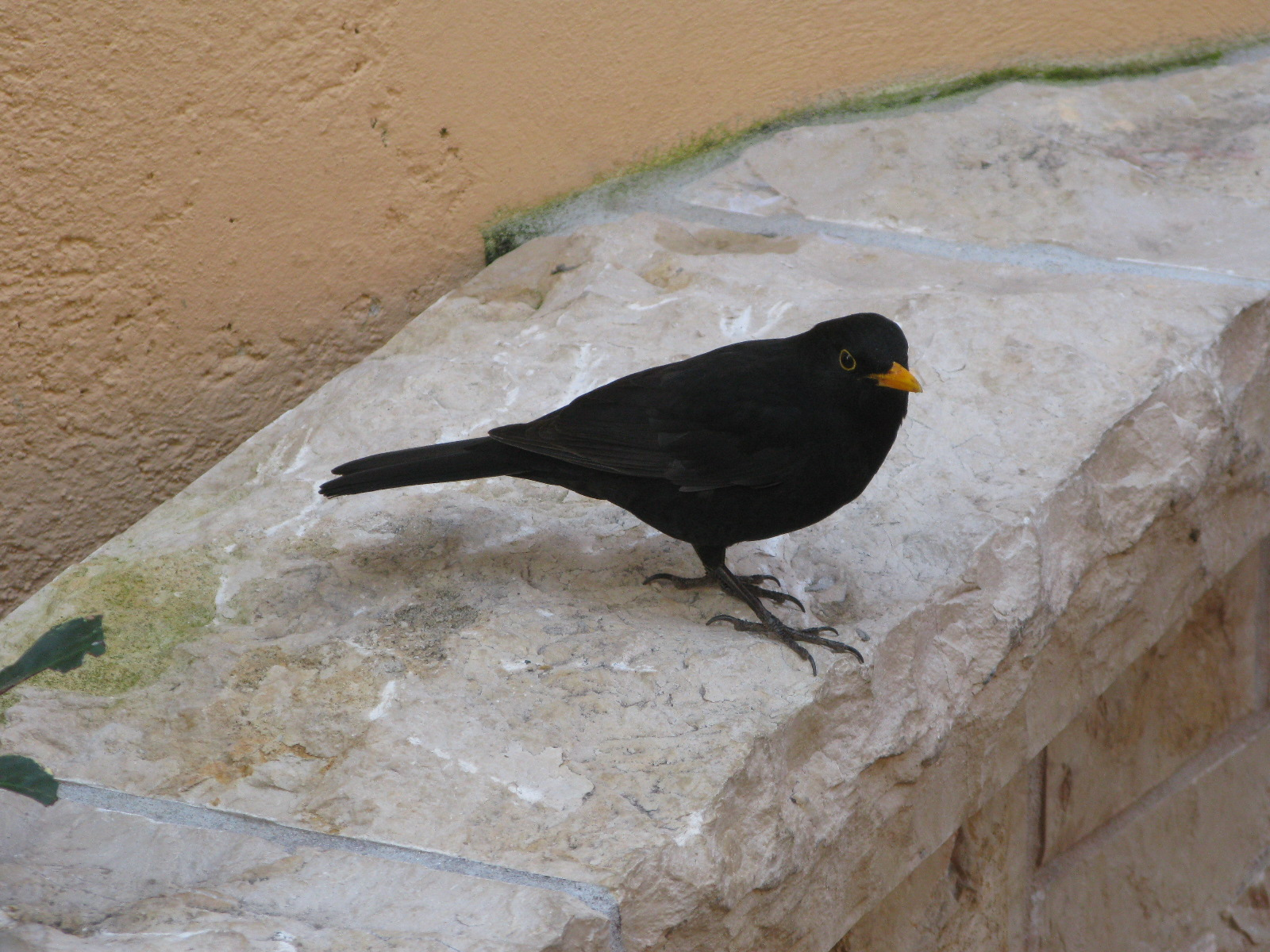
Un merle noir.

Du fait de sa situation en bordure des champs, Ascq bénéficie d'une grande variété d'oiseaux. On y trouve communément des merles noirs, des moineaux, des ramiers, des rouge-gorges, des mésanges, des pic verts, des pies bavarades, des corbeaux, des grives, des coucous gris, des strigidés (ainsi que des mouettes à certaines saisons et autrefois des hirondelles).
On y trouve également de petits mammifères tels que des mulots, hérissons, chauves-souris ou lièvres, voire des renards.